# Уругвайська кухня

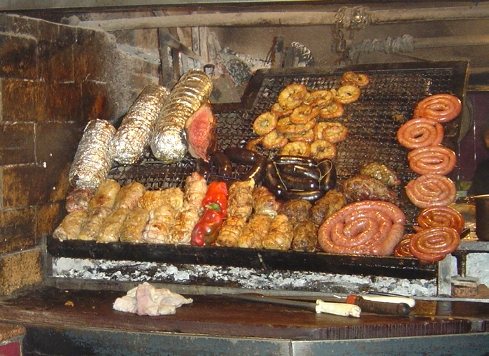
Асадо з субпродуктами та ковбасами.

Уругва́йська ку́хня — система кулінарних традицій Уругваю. Утворилася в результаті поєднання звичаїв різних етнічних груп, що іммігрували до країни, і майже не зазнала пливу корінних народів. Особливо важливим є внесок середземноморської кухні Іспанії, Італії, Португалії та Франції. Також вплив мала імміграція з таких країн, як Німеччина та Велика Британія. Вплив іспанської кухні дуже значний: десерти, такі як чуррос (циліндри з тістечком, зазвичай смаженої, іноді наповненими дульсе-де-лече), флан, енсаймада та альфахор були привезені з Іспанії. Існують також різні види рагу, відомі як ґізо (ісп. guiso) або естофадо (ісп. estofado), арросе (ісп. arroce, страви з рису, такі як паелья) та фабада (ісп. fabada, астурійське рагу з квасолі). Усі ґізо та традиційні пучеро (ісп. puchero, рагу) мають іспанське походження. Уругвайські страви з риби, такі як бакаляу (порт. bacalhau, сушена солена тріска), страви з кальмарів та восьминогів, походять з Країни Басків та Галісії, а також Португалії. Завдяки міцній італійській традиції в Уругваї присутні страви з макаронних виробів, включаючи равіолі, лазанью, тортеліні, феттучіні та традиційні ньокі. Хоча макарони можна подавати з багатьма соусами, є один особливий, що був створений в Уругваї, — соус Карузо, це соус, виготовлений з жирних вершків, м'яса, шинки та грибів. Німецький вплив особливо простежується у солодких стравах. Випічка, відома як біскочо, має німецьке походження: поміж ними найпопулярнішими є круасани, відомі як медіалуна (ісп. medialuna), їх можна знайти у двох різновидах: на основі масла та на основі сала. Також німецькими за походженням є берлінези (ісп. berlinesa), відомі як bolas de fraile («кулі монаха»), і булочки, звані піононо (ісп. pionono). Випічка знана як фактурас (ісп. facturas) втратила свою німецьку назву, була «уругваїзована» додаванням наповнення дульсе-де-лече. Навіть такі страви, як чукрут (від фр. choucroute та нім. sauerkraut, кисла капуста), також потрапили до загальноприйнятих уругвайських страв.
Основою раціону уругвайців складають продукти тваринного походження: насамперед яловичина, але також курятина, баранина, свинина, а іноді й риба. Переважними способами приготування м'яса та овочів залишаються кип'ятіння та запікання, хоча зараз набули популярності і смаження (наприклад, міланеса (італ. milanesa, смажене м'ясо у паніровці)). Пшеницю та фрукти зазвичай подають смаженими (торта фріта (ісп. torta frita, смажена випічка) та пастелес (ісп. pasteles)), комфітованими, тобто висушеними і покритими цукром чи карамеллю (рападура (порт. rapadura, нерафінований цукор з цукрової тростини) та тихолос-де-банан (ісп. ticholos de banana, своєрідна пастила з бананів)), а іноді і запеченими (роска-де-чичарронес (ісп. rosca, хліб у формі кільця)). В їжу також вживається м'ясо броненосців та капібар. Регіональні фрукти такі як бутія і пітанга часто використовуються для ароматизації каньї (ісп. caña, алкогольний напій), поряд з кумкватом та іншими.
Уругвайська їжа споживається зі свіжим хлібом, біскочо чи торта-фріта. Обов'язковим напоєм вважається ма́те, приготований з листя рослини герба-мате (лат. Ilex paraguariensis). Напій п'ється через металеву або очеретяну соломку, відому як бомбія. Вино — також популярний напій. Серед інших алкогольних напоїв, які споживають в Уругваї, є канья, граппа, граппа настояна з лимоном та грапамієль (медовий лікер). Грапамієль дуже популярний у сільській місцевості, його часто вживають холодною осінню та зимовими ранками для зігрівання.
Популярні солодощі — мармелад з айви та дульсе-де-лече. Дульсе-де-лече використовують для наповнення печива, тортів, млинців, мілохас (ісп. milhojas, випічка з листкового тіста) і альфахор. Дульсе-де-лече використовується також у флані (ісп. flan con dulce de leche).

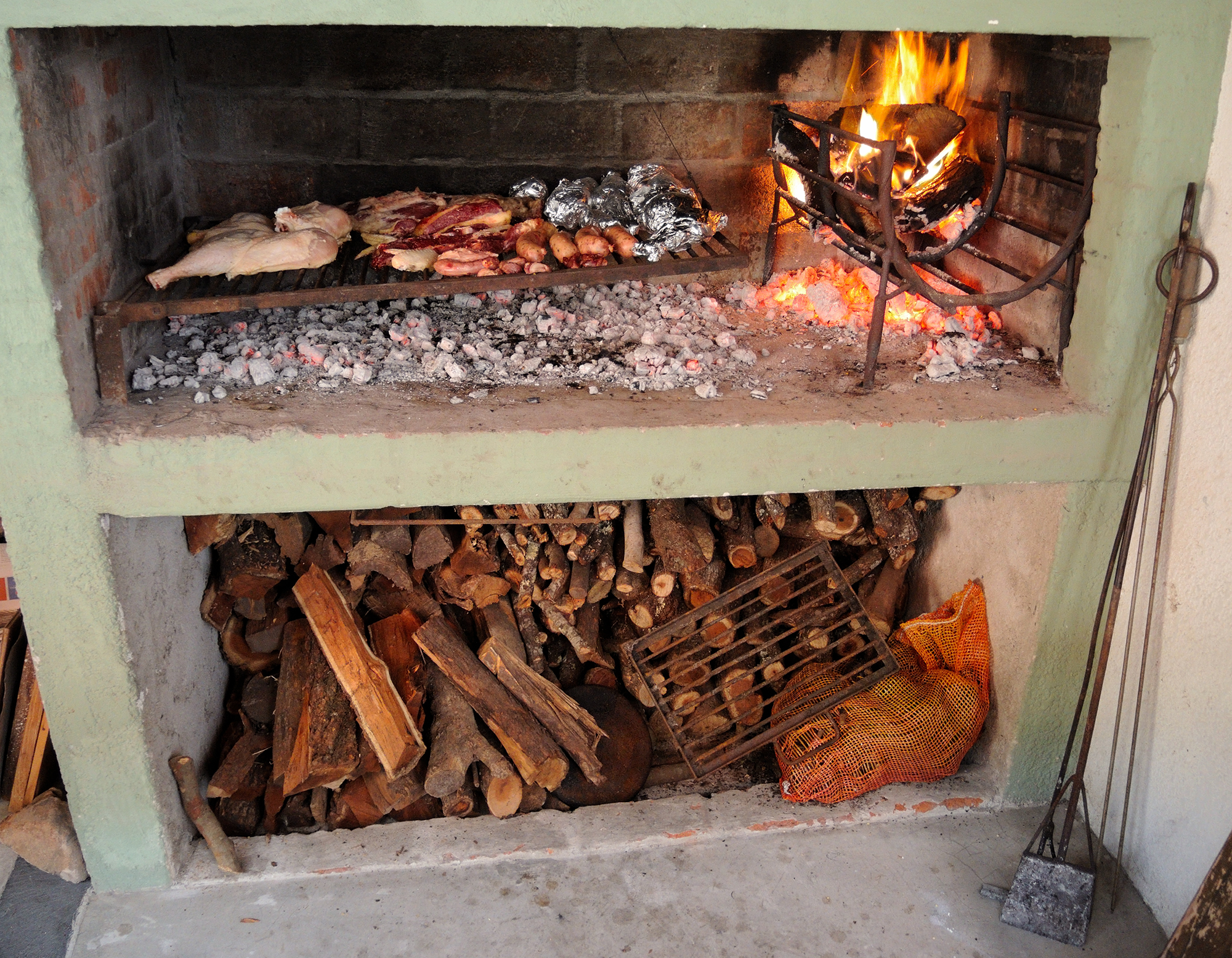
Типовий уругвайський парріллеро
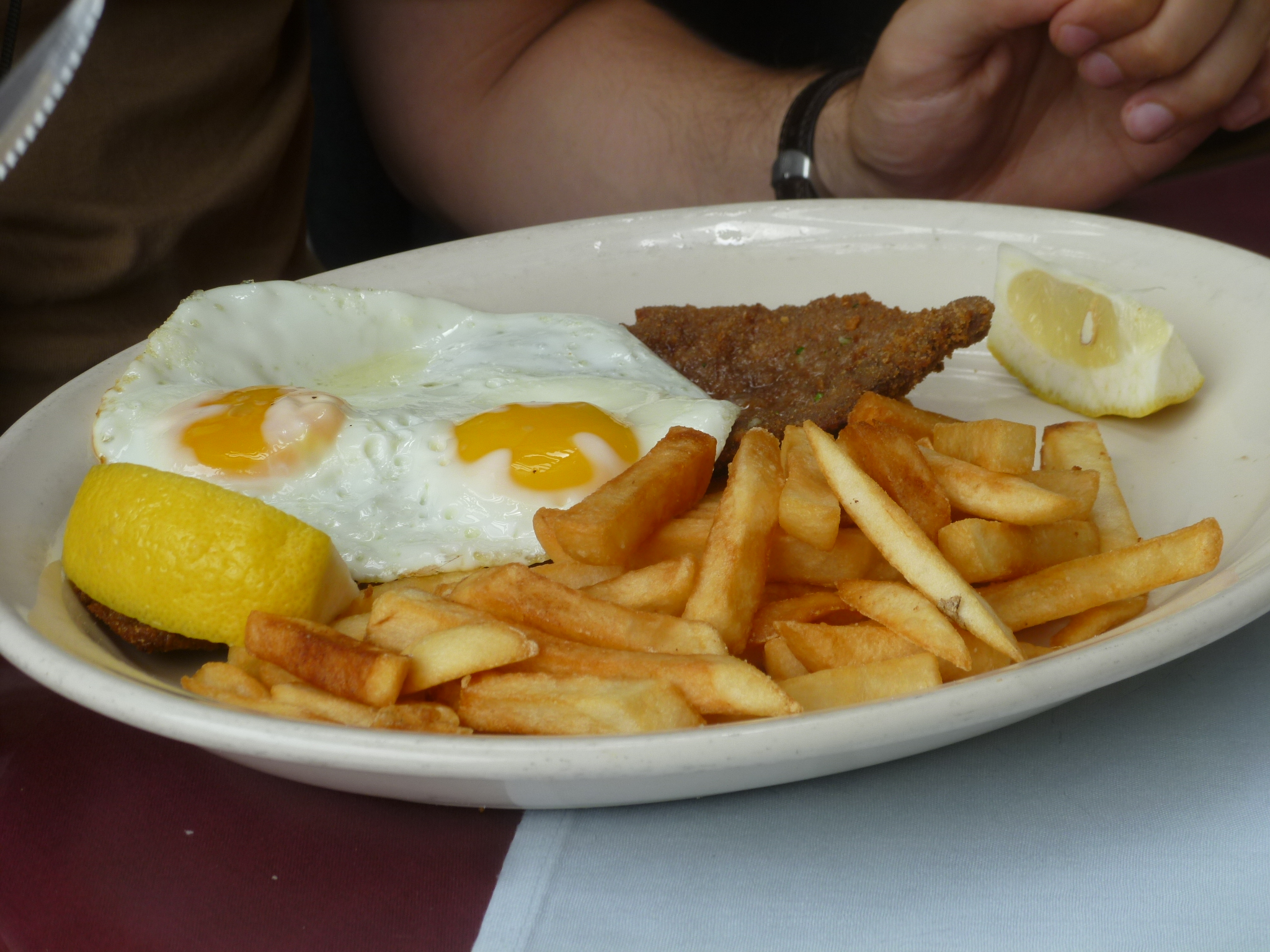
Міланеса а кабайо
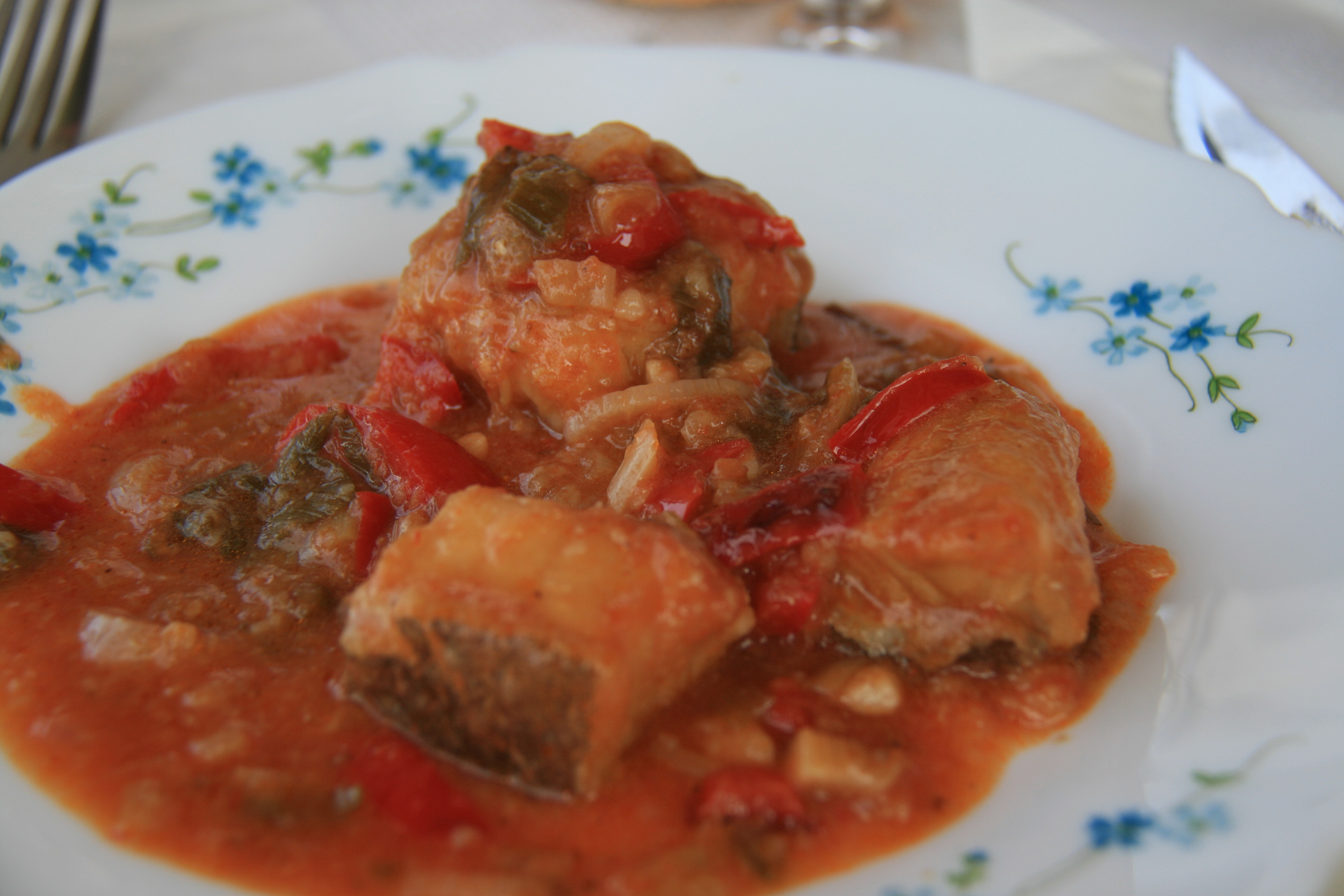
Бакаляу, як правило, подається на Страсний тиждень (Великдень)
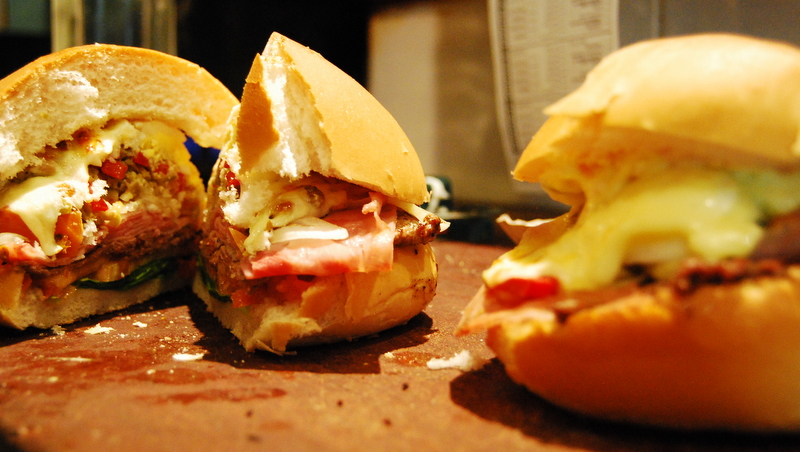
Чивіто з листям салату, помідором, тонким стейком, беконом, шинкою, грибами, оливками, сиром моцарела, цибулею, яйцем та часниковим майонезом на булочці

## Історія
Коріння уругвайської кухні простежується до натурального виробництва місцевих гаучо і натурального сільського господарства іспанців та креолів на початку Європейської колонізації цих земель. Корінні народи не залишалися на одному місці, і Уругвай використовувався здебільшого як віддалений порт. Єдине постійне місце проживання поселенців на той час було засновано монахами францисканцями і знаходилось на території, що зараз належить Бразилії, яка називається Місіонес. Їхня місія там полягала в християнізації корінних народів. Традиція мате почалася у цей час, так як ченці готували напій з листям герба-мате, в той час як місцеві індіанці гуарані жували листя герба-мате.
Худобу завіз Ернандо Аріас де Сааведра, який з 1592 по 1618 п'ять разів був губернатором Ріо-де-ла-Плати.
Перша хвиля іммігрантів походила з бідних сімей з Буенос-Айреса та Канарських островів, які принесли емпанади та косідо (ісп. cocido, рагу).
Традиція асадо прийшла з гаучо, нащадками тих перших сімей, які, не маючи ні землі, ні дому, змушені були здійснювати набіги на худобу, щоб мати змогу вижити.
Вплив португальців та бразильців додався під час португальської колонізації. Фейжоада була включена до списку місцевих ґізо (ісп. guiso, рагу).
Їжа була переважно простою і базувалася на іспанській традиції до початку хвилі імміграції кінця 19-го століття — початку 20-го століття, коли почали приїжджати перші сім'ї з Італії. Імміграція з Іспанії тривала також. Імміграція зросла після Першої та Другої світової війни, коли в Уругвай прибували люди з усієї Європи та Близького Сходу, включно з людьми з Німеччини, Росії, Італії та Вірменії. Ця хвиля імміграції збагатила список страв, принісши макарони, російський салат та незліченні види випічки з Франції та Німеччини.
Масло не використовувалося широко до 1950-х років, раніше використовувався тваринний жир. Введення вершкового масла до списку продуктів призвело до більш вишуканих страв, десертів зокрема.
Не завжди страви з кухні іммігрантів приймалися без змін, частіше вони зазнавали певних локальних адаптацій. Так, наприклад файна (ісп. fainá), що походить від італійської страви фарината, була принесена до Уругваю італійськими іммігрантами на початку XX-го століття. Хоча фарината готується виключно з нутового борошна в Італії, в Уругваї додають також пшеничне та горохове борошно. Цікаво, що в Уругваї файна може подаватися на піці (ісп. fainá a caballo), що є новою традицією, яка виникла вже в Уругваї.
Уругвайська кухня змінювалася протягом століть і перебуває у стані формування й сьогодні.

## Закуски

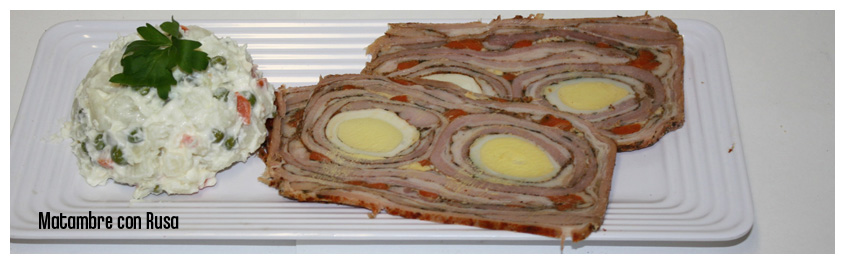
Матамбре рейено з салатом олів'є

В уругвайській кухні існує багато закусок, найтиповішою є пікада (ісп. picada), подібна до іспанських тапас чи італійських антипасто, а також матамбре-рейено (ісп. matambre relleno) та ленгуа а-ля вінегрета (ісп. lengua a la vinagreta).
- Пікада (ісп. picada) — це закуски типу тапас, що зазвичай включають м'ясо з барбекю (асадо), сир (Колонія), оливки, салямі, лонґаніса[en] (ковбаса подібна до чоризо), чипси, солоний арахіс, тощо. Часто подається з аперо.
- Матамбре-рейено (ісп. matambre relleno) — це страва поширена в регіоні Ріо-де-ла-плата, як в Уругваї, так і в Аргентині. Готується з боку яловичини, у який закручують шпинат, моркву та варені яйця; це зв'язують міцною ниткою і варять. Страву споживають холодною.
- Ленгуа а-ля вінегрета (ісп. lengua a la vinagreta) — це яловичий язик з вінегретною заправкою[4][5].
- Риба в ескабече (ісп. escabeche) — це риба (часто аргентинська мерлуза), що маринується та готується в суміші олії та оцту, з додаванням нарізаної цибулі та моркви, часнику та чорного перцю[6].

### Аперо
Поширеним напоєм для аперо в Уругваї є граппа, серед інших є мартіні, вермут, віскі, медіо і медіо, увіта, сангрія та вино.

## Асадо
Барбекю асадо є основною стравою. У більшості уругвайськи будинків є спеціальний гриль на внутрішньому дворику, який називається асадор (ісп. asador) або парія (ісп. parrilla). Це конструкція із заліза та цегли. Більшість асадорів мають розмір не менше двох метрів на один метр, димохід, місце для дров та великий гриль для м'яса. Вугілля кладуть під грилем. Асадор — це також і назва людини, що готує асадо.
У багатьох містах вуличні торговці продають асадо як закуску або легкий обід. У більших містах, таких як Монтевідео, на ринках зазвичай є одна або кілька гриль-станцій, де клієнти можуть замовити асадо та поїсти безпосередньо біля бару, де також подають субпродукти, сосиски, тапенади та тапас. Зазвичай асадо подають зі світлим пива на обід.
Асадо часто передують аперо такі як вермут, увіта та медіо і медіо, а також закуска пікада.

### Інгредієнти
Інгредієнти повного уругвайського асадо включають: чоризо, морсію (ісп. morcilla, кров'янка), нарізку яловичини, мускульний шлунок, тельбухи та нирки корови. Також може бути включена птиця.
Іноді, особливо у святкові дні, вживають свинину, рибу та баранину замість яловичини.

### Приготування
Типове асадо займає від однієї до двох годин, хоча може бути й довше (так, для цілої свині потрібно не менше чотирьох годин).
Асадор розпалює вогонь, після розпалу м'ясо солять і додають приправи; приправи можуть включати орегано, часник, паприку, петрушку та соус мохо. Перше вугілля кладеться на місце, м'ясо кладуть на решітку і поступово додають вугілля за потреби. М'ясо повільно готується і коптиться.
М'ясо подається з хлібом, салатами, соусами (наприклад, мохо, чімічурі, креольський соус) та напоями, такими як вино, клеріко (ісп. clericó, фруктовий алкогольний напій) та сангрія.

### Асадо зі шкірою
Асадо зі шкірою (ісп. asado con cuero) є улюбленим варіантом асадо у сільській місцевості, хоча його цінують у столиці також. Воно вимагає більш складної техніки приготування, оскільки тварина запікається майже повністю зі шкірою (хоча кістки вилучаються). Цю практику започаткували люди пампи, які, якщо їм потрібно було поспіхом рухатися далі, могли легко взяти з собою згорнуте м'ясо.

### Риба
Риба може смажитися на грилі також, наприклад, риба родини горбаневих чорна корвіна (ісп. corvina negra, лат. Pogonias cromis). Інші типи корвін (ісп. corvina, лат. Cilus gilberti) використовуються для різноманітних страв — у севіче, супах, рагу, просто смажиться тощо.

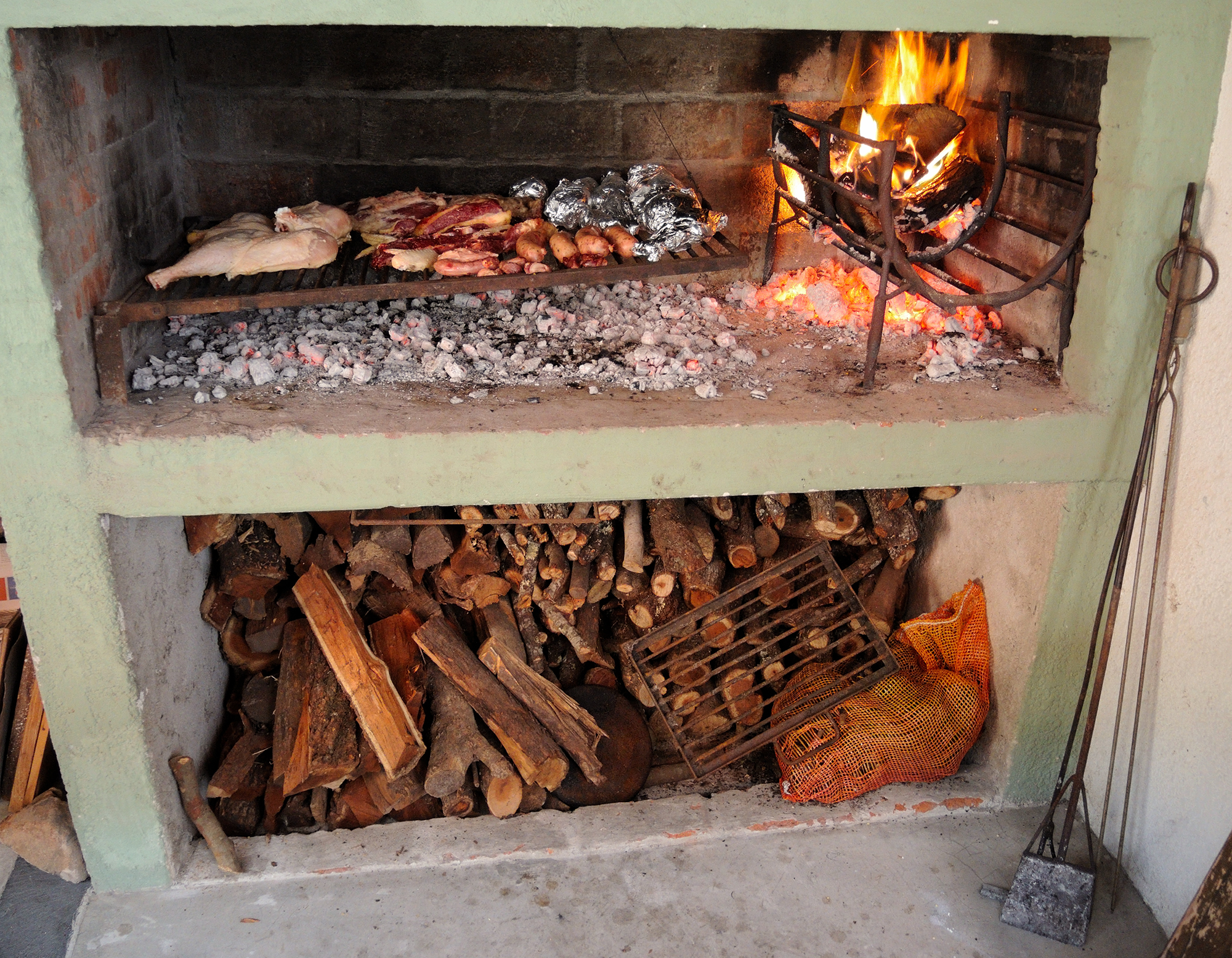
Спеціальний гриль для асадо
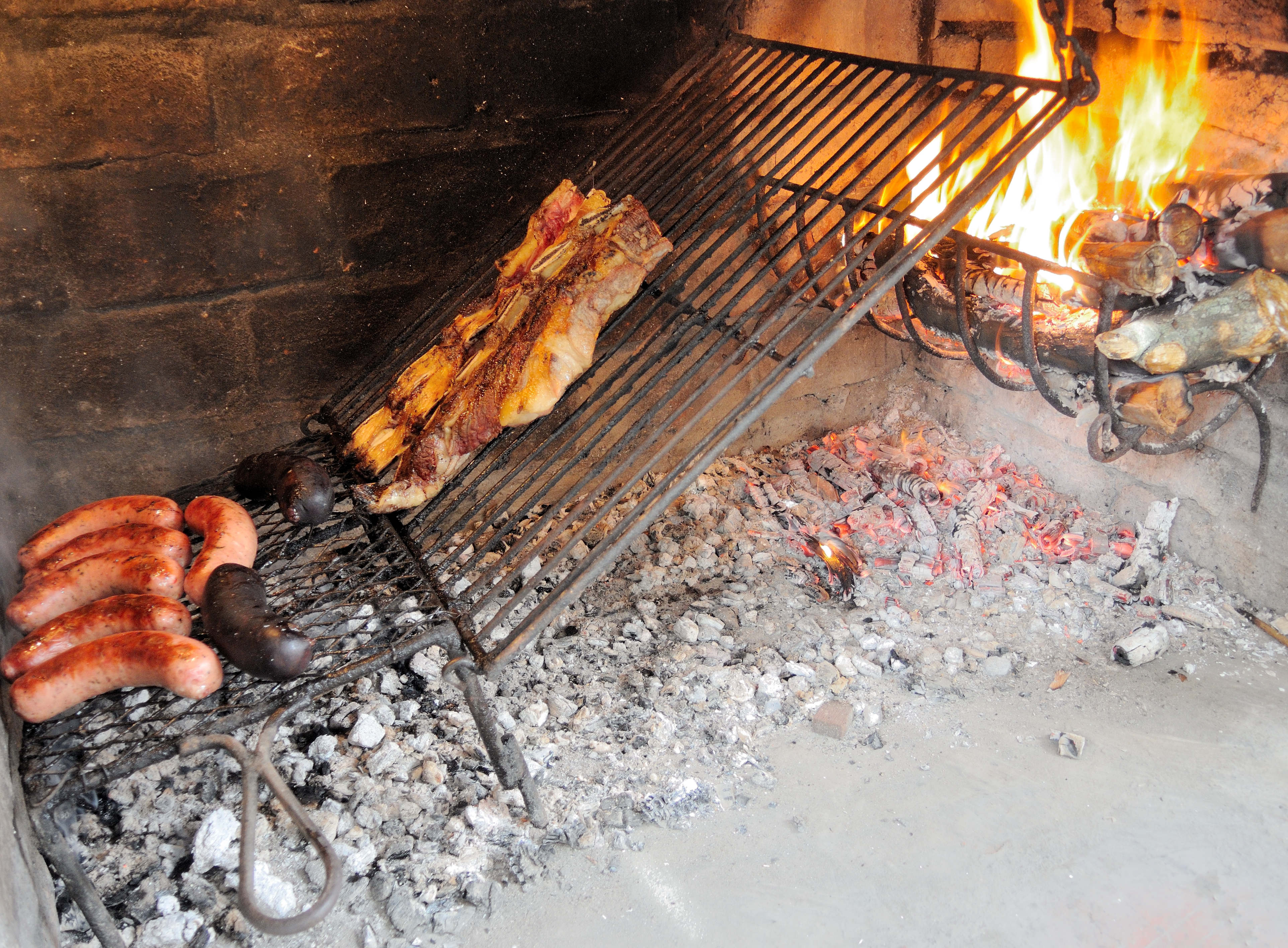
Типовий гриль з чоризо та кров'янкою
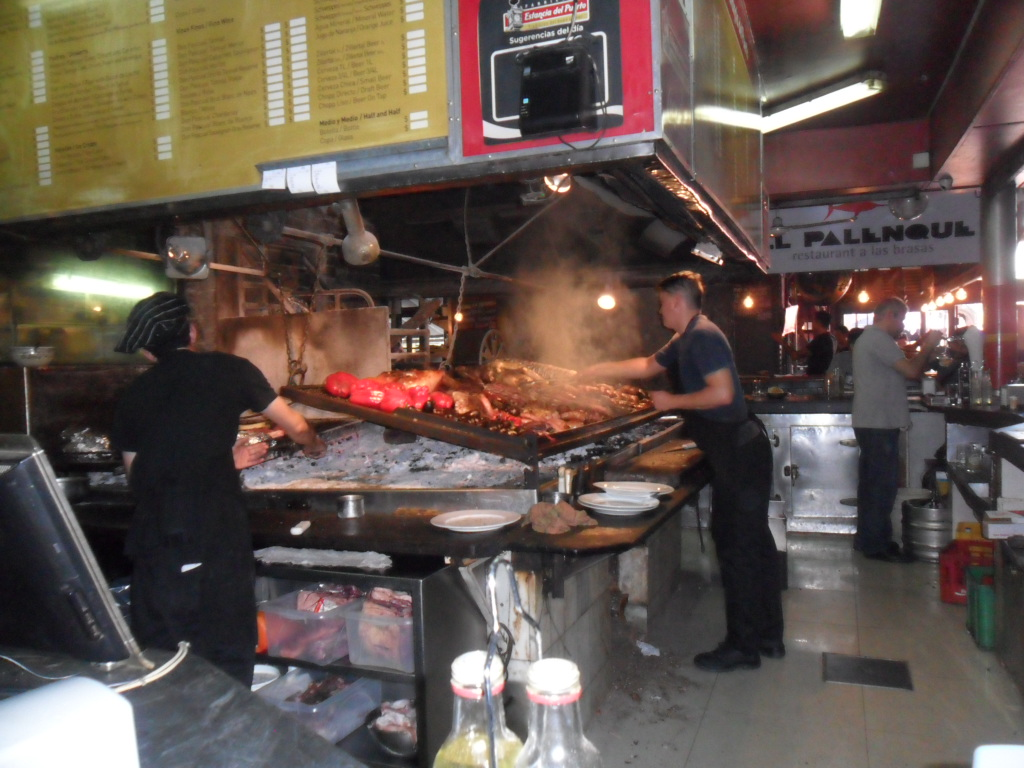
Приготування сосисок та м'яса на грилі на ринку Монтевідео

## Рагу та пучеро
Уругвайська кухня нараховує чимало рецептів рагу, серед них пучеро, бусека, ґізо карреро, ґізо-де-фідеос, естофадо та фейжоада. Ці рецепти відзначаються іспанським, італійським та португальсько-бразильським впливом.
- Пучеро (ісп. puchero) — це страва подібна до іспанського пучеро. Типова страва для холодного сезону. Включає різні куски м'яса (часто яловичина), ковбаси (чоризо та морсія), овочі (картоплю, солодку картоплю, кабачки, моркву, кукурудзу, цибулю-порей, капусту, селеру, ріпу) та бобові (квасолю, нут). Можливі варіації рецепту, наприклад з курятиною (ісп. puchero de gallina) чи беконом. Може подаватися з креольським соусом та піроном (ісп. pirón, пюре, що готується з борошна (наприклад, маніокового) та бульйону)[10], чи, що менш традиційно — з майонезом. Супроводжується вином, танна[10][11][12].
- Енсопадо (ісп. ensopado) — це рагу, що може містити різні куски м'яса (наприклад, баранини), а також овочі (капусту, цибулю, моркву, солодку картоплю, картоплю тощо). Усі інгредієнти нарізають, і готують у бульйоні з локшиною. Наприкінці готування додають збиті яйця. Іноді подають посипавши твердим сиром. Ця страва є чимось середнім між супом і рагу[13].
- Ґізо-кареро (ісп. guiso carrero) — це страва, поширена як в уругвайській, так і в аргентинській кухні. Страва включає м'ясо, червону квасолю (лат. Phaseolus coccineus[en]), макарони та овочі (картоплю, солодку картоплю, цибулю, помідори тощо). Сервірується з червоним вином, хлібом та тертим сиром. Якщо це ґізо без макрон — це ґізо-де-поротос (ісп. guiso de porotos), якщо без квасолі — ґізо-де-фідеос (ісп. guiso de fideos) або енсопадо (ісп. ensopado).
- Бусека (італ. buseca або ісп. mondongo) — це страва, основним інгредієнтом якої є шлунок корови, який готується разом з м'ясом, чоризо, помідорами та картоплею.
- Фейжоада (порт. feijoada) — це страва, що є проявом впливу португальсько-бразильського впливу. Це рагу з чорною квасолею, що навідміну від Бразилії, в Уругваї включає картоплю (окрім бананів та маніокового борошна (ісп. fariña)), а також частіше готується з яловичиною, ніж свининою. В Уругваї, фейжоада часто включає чоризо.
- Бакаляу (порт. bacalhau) — це рагу з сухої риби (з сушеної та солоної тріски) та нуту, цибулі, картоплі, томатного соусу та петрушки, його зазвичай вживають в Уругваї на Великдень.
- Ніньйос-енвуелтос (ісп. niños envueltos, буквально «загорнуті діти») — це рагу зі своєрідних «кручеників» довжиною з палець. Їх роблять із скибочок корейки, яку наповнюють беконом, шпинатом та морквою, та варять у томатному соусі, подають з горохом та вареною картоплею.
- Рагу в італійському стилі — це естофадо (ісп. estofado, рагу з яловичини чи курятини з чоризо, тушкованими в томатному соусі, іноді подається з гарніром вареної картоплі чи макаронів) та альбондіґас кон папас (ісп. albondigas con papas, тефтельки відварені в томатному соусі з картоплею та горошком, їдять з сиром та петрушкою).

## Гарнір
Їжа часто споживається хлібом, рисом, салатами, фаршированим перцем чи запеченою картоплею (ісп. papas al plomo).
- Ревуелто-ґрамахо (ісп. revuelto gramajo) — це популярна страва як в Уругваї, так і в Аргентині. Складається з смаженої цибулі, бекону, яєць та картоплі фрі. Може подаватися як окрема страва.[14]

## Мучні вироби: піца, макарони та хліб

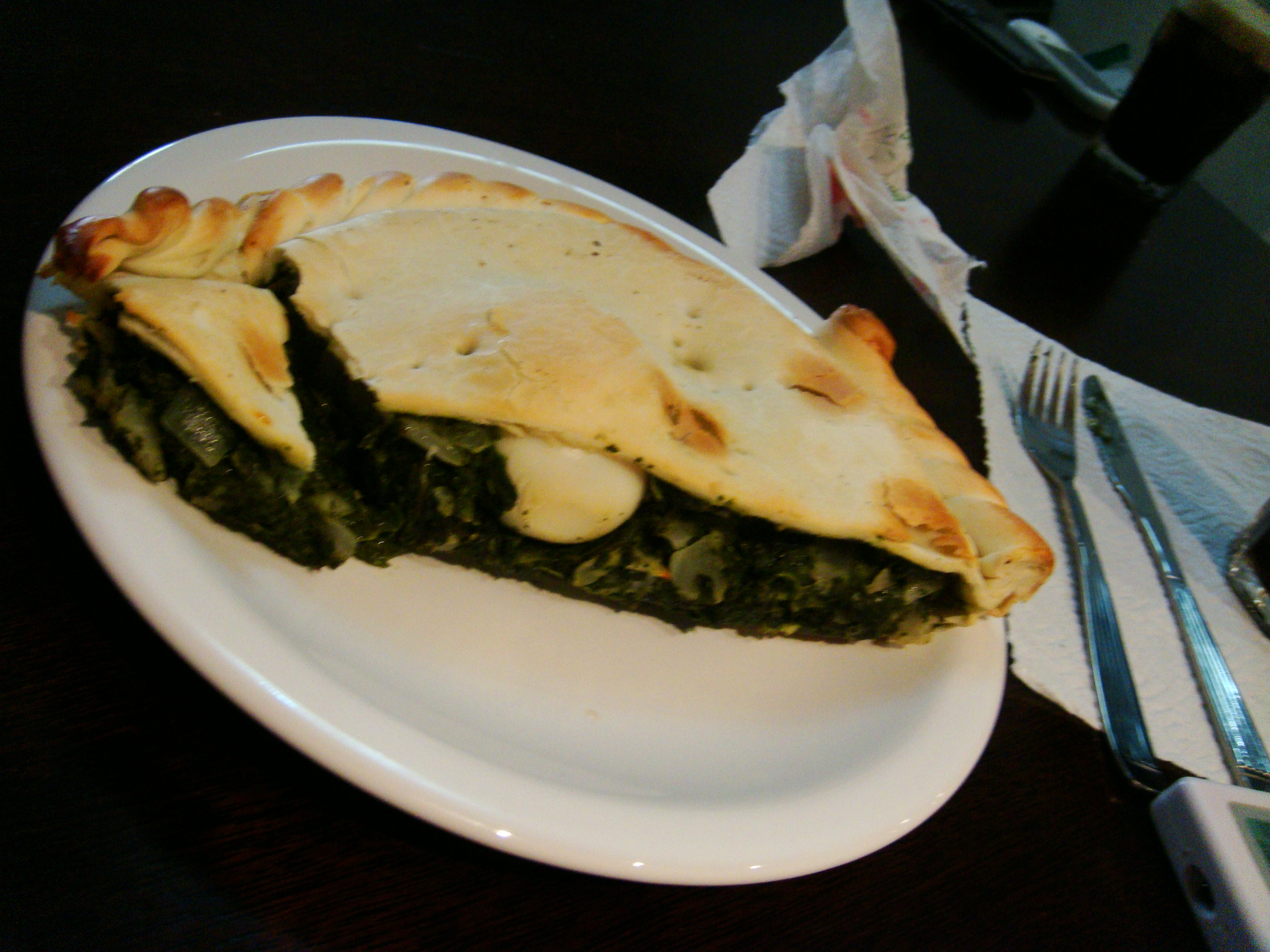
Паскуаліна.

Завдяки італійському впливу в уругвайській кухні існує чимало борошняних виробів — піца, макарони, хліб тощо.
- Піца в Уругваї має товщу скоринку, та її основа піднімається вище ніж типова неаполітанська піца[en]. Її часто готують на прямокутному деці (ісп. pizza por metro) і нарізають квадратами подібно до італ. pizza al taglio[en] чи сицилійської піци[15]. Може готуватися з різними інгредієнтами, найчастіше з моцарелою (така піца має назву ісп. muzza). Найпростішою піцою є pizza — це просто основа піци з томатним соусом і орегано[3].
- Файна (ісп. fainá) — ця страва походить від італійської страви фарината, була принесена до Уругваю італійськими іммігрантами на початку ХХ століття (близько 1915 року)[2]. Хоча фарината готується виключно з нутового борошна, в Уругваї додають також пшеничне та горохове борошно. Файну можна замовити таким чином, що б центр був тонший від країв (ісп. fainá de orilla), або щоб центр був товщий від країв (ісп. fainá del medio). Файна може подаватися на піці (ісп. fainá a caballo).[3] Вона може використовуватися як замінник хліба[16] День файни відзначають 27 серпня.[3][17].
- Фігаза (або фугаза ісп. figazza / fugazza) — це піца без томатного соусу з цибулею, моцарелою, беконом чи шинкою[3]. Можливо походить від фокачі з Генуї, де вона називалася італ. fügàssa.
- Паскуаліна (ісп. pascualina) — це пиріг, що був привезений італійськими іммігрантами з Лігурії. Наповнений шпинатом чи мангольдом та яйцями[15].
- Фідеос кон туко (ісп. fideos con tuco) — це макарони з туко, уругвайським соусом з подрібненого м'яса, томатного соусу, цибулі, орегано, часнику. Туко може подаватися з будь-яким видом макаронів.
- Фідеос кон естофадо (ісп. fideos con estofado) — це макарони з естофадо, рагу зі шматків м'яса та томатного соусу, що довго готується. Страва може подаватися сама по собі, або ж з картоплею.
- Картопляні ньокі (ісп. ñoquis de papa) — це страва, що була принесена італійськими іммігрантами з Венето. Цікаво, що в Уругваї, Парагваї, Аргентині існує традиція їсти картопляні ньокі 29-го числа кожного місяця (ісп. ñoquis del 29)[18].
- Капелетіс а ла Карузо (ісп. capeletis a la Caruso) — це капелеті (округлі равіолі) під соусом Карузо (соус на основі вершків, з грибами, сиром, м'ясним бульйоном та шинкою). Хоча будь які макарони можуть подаватися з цим соусом, капелеті є найзвичнішим варіантом[2][14].
- Хліб (ісп. pan). Існує багато місцевих типів хлібобулочних виробів, ось деякі з них:
  - пан-роска (ісп. pan rosca) — хліб у вигляді кільця. Відомим є роска-де-чичарронес (ісп. rosca de chicharrones), а також солодкі версії з дульсе-де-лече і дульсе-де-мембрійо (мармелад з айви) (ісп. rosca de dulce de leche, rosca de membrillo);
  - пан-флаута (ісп. pan flauta) — це видовжений хліб, аналог багету;
  - пан-тортуга (ісп. pan tortuga) — малий круглий хліб з м'якою скоринкою. Назва походить від іспанського «черепаха»;
  - феліпе (ісп. felipe) — це малий хліб з твердою скоринкою;
  - портеньо (ісп. porteño) — хліб подібний до феліпе, названий на честь жителів Буенос-Айресу;
  - марсейес (ісп. marsellés) — це малий хліб з твердою скоринкою вкритий кукурудзяним борошном, подібний до віденського хлібу, названий на честь Марселю;
  - пан-де-сандвіч (ісп. pan de sándwich) — це м'який хліб, призначений для сандвічів.

## Салати

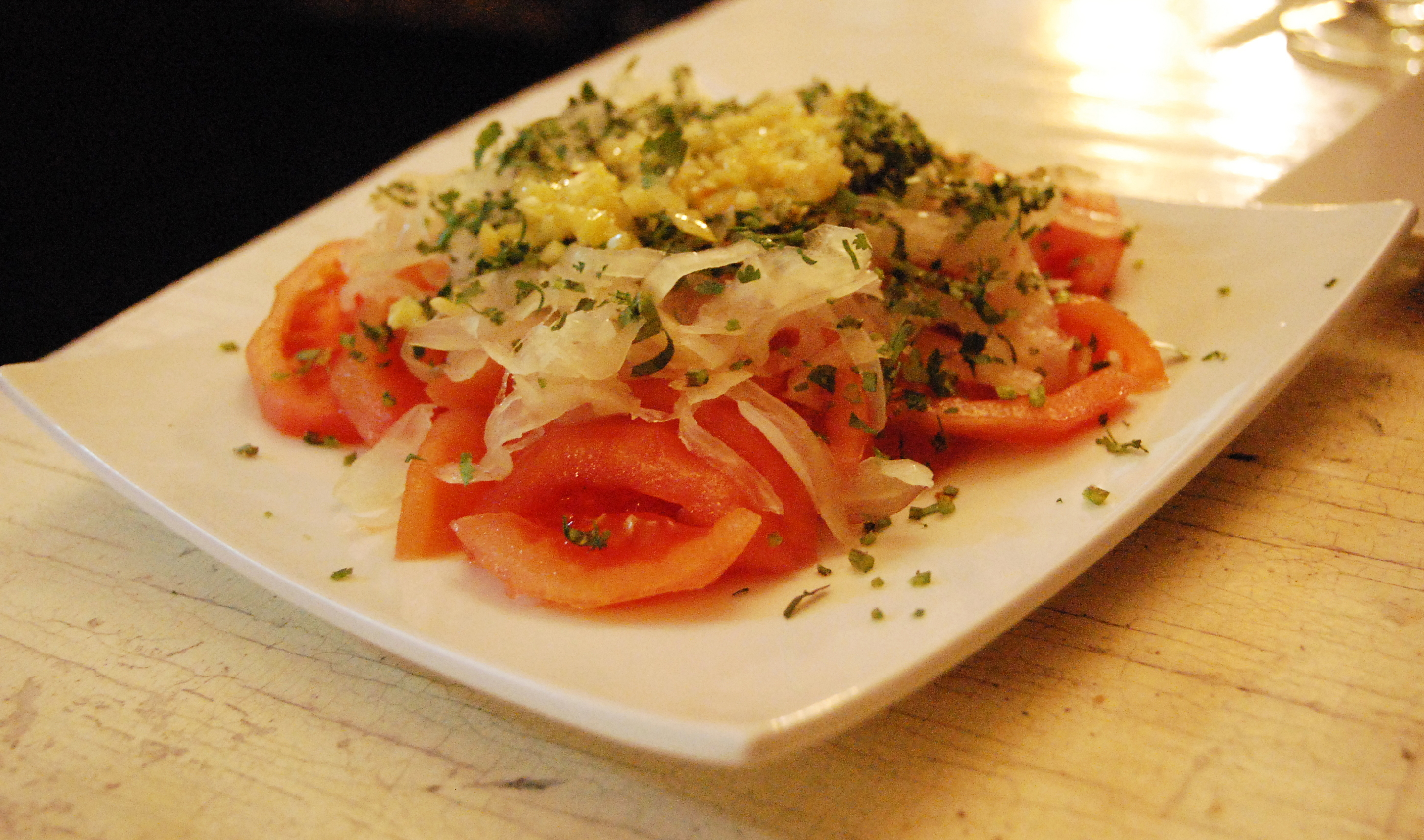
Чилійський салат.

Уругвайська кухня має чимало салатів, однак, можливо, найтиповішим є креольський.
- Креольський салат (ісп. ensalada criolla) — це варіація чилійського салату[es]. Список інгредієнтів включає помідори, листовий салат, цибулю; заправка робиться з олії, оцту, солі, часнику та орегано. Є чудовим супроводом для асадо.
- Російський салат (ісп. ensalada rusa) — це салат, що, незважаючи на назву, є більш подібним до польського овочевого салату (пол. sałatka jarzynowa) ніж до типового олівьє. Містить картоплю, моркву, горошок та майонез.
- Картопляно-яєчний салат (ісп. ensalada de papa y huevo) — це простий салат з картоплі та яєць, або картоплі та цибулі, з майонезом та петрушкою.
- Ропа-вьєха (ісп. ropa vieja, буквально «старий одяг») — це салат, що нагадує іспанський салпікон[en], включає нарізане м'ясо та овочі, наприклад картоплю або ж інгредієнти креольського салату. Варто не плутати з кубанською однойменною стравою, яка навіть не є салатом.
- Салпікон-де-аве (ісп. salpicon de ave, тобто салпікон з птицею) — ще один салат, похідний від салпікону. Містить курятину, яйця, картоплю.
- Палмітос з соусом гольф (ісп. palmitos con salsa golf) — це серцевина пальми, що подається загорнута в шинку з соусом гольф.
- Крес-салат — це крес-салат заправлений оливковою олією та лимонним соком.

## Соуси
Уругвайська кухня використовує багато різних соусів, у тому числі:
- Соус Карузо (ісп. salsa Caruso) — це уругвайський соус на основі вершків (48-60 % жиру), з грибами, сиром, м'ясним бульйоном та шинкою. Часом до нього додають цибулю, часник та трави. Часто подається з макаронами. Особливо популярний з соррентіно (італ. sorrentino, виріб з тіста з начинкою круглої форми, трохи більше за розміром від раволі), аґнолоті (італ. agnolotti, тип тіста з начинкою, подібний до равіолі) та капелеті (ісп. capeleti, округлі равіолі). Названий на честь італійського оперного співака Енріко Карузо.[19]
- Пікантіна (ісп. picantina) — це пікантний соус, що часто подається до м'ясних страв або з панчо (ісп. pancho, уругвайський хот-дог).
- Мохо (ісп. mojo) — це соус, що включає часник, олію, петрушку, орегано, паприку, воду та сіль. Часто подається з асадо.
- Чимічуррі (ісп. chimichurri) — це соус, що включає часник, олію, петрушку, орегано, червоний перець чилі, воду та сіль. Від мохо відрізняється додаванням оцту. Часто подається з асадо.[2]
- Креольський соус (ісп. salsa criolla) — це соус з дрібно нарізаних помідорів та цибулі з олією та сіллю.[20] Може включати оцет, часник, чилі, петрушку. Часто подається з асадо.
- Соус гольф (ісп. salsa golf) — це соус, суміш майонезу та кетчупу.
- Гірчиця Ла пасіва (ісп. mostaza La pasiva) — це гірчиця, що включає пиво, гірчичні зерна, перець, сіль, оцет та крохмаль; подається в «Ла пасіва» (мережа фаст-фудів в Уругваї).

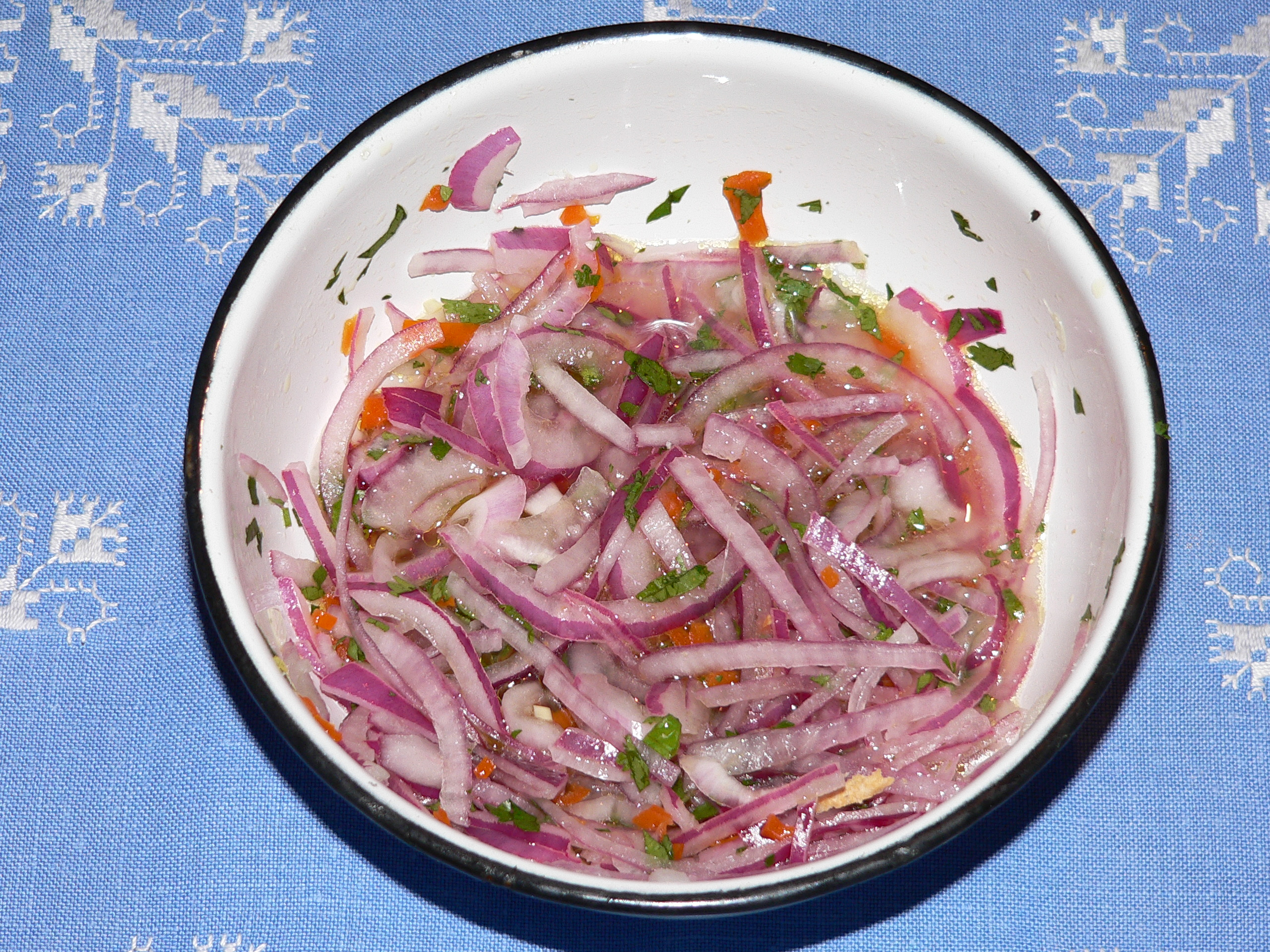
Креольський соус
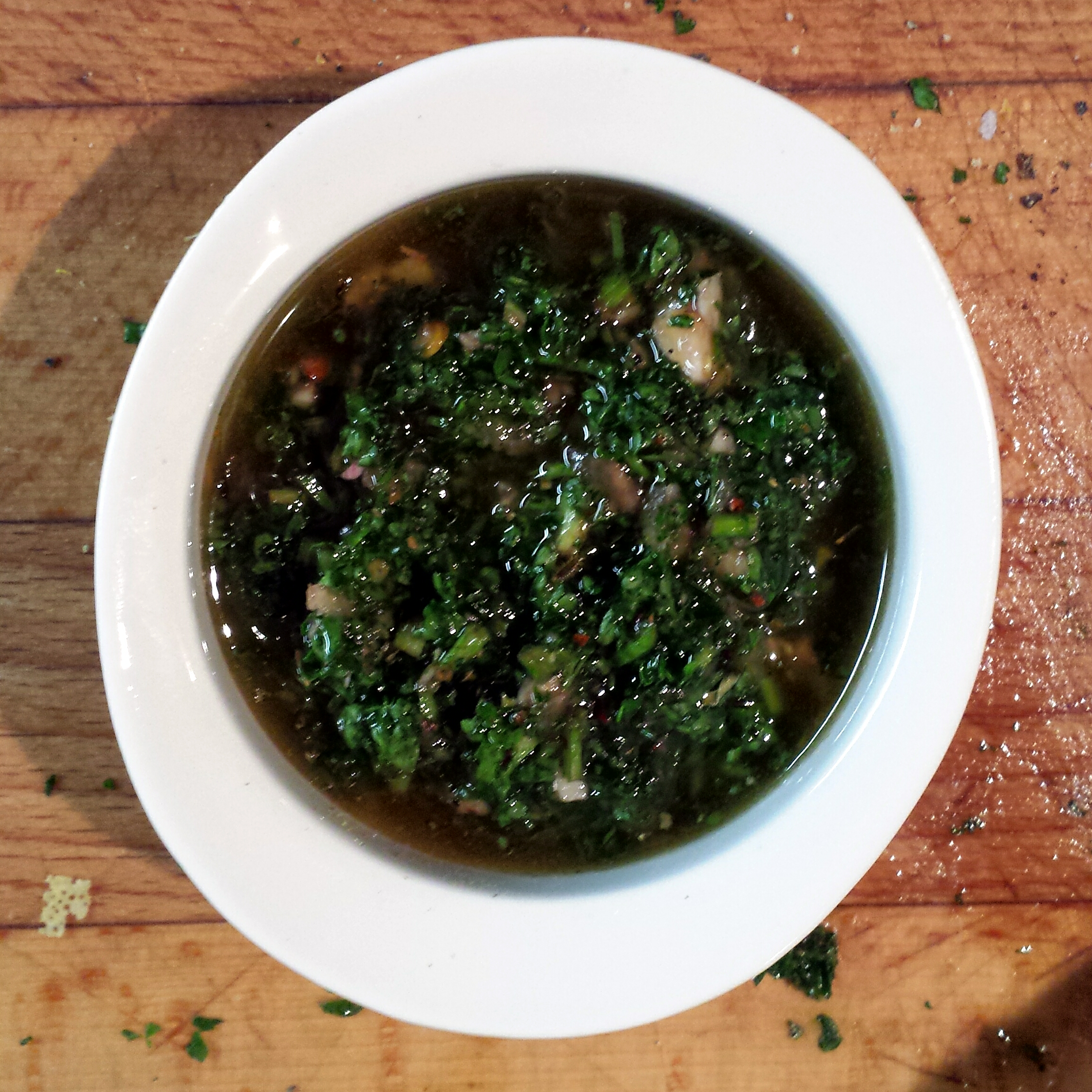
Соус чімічурі
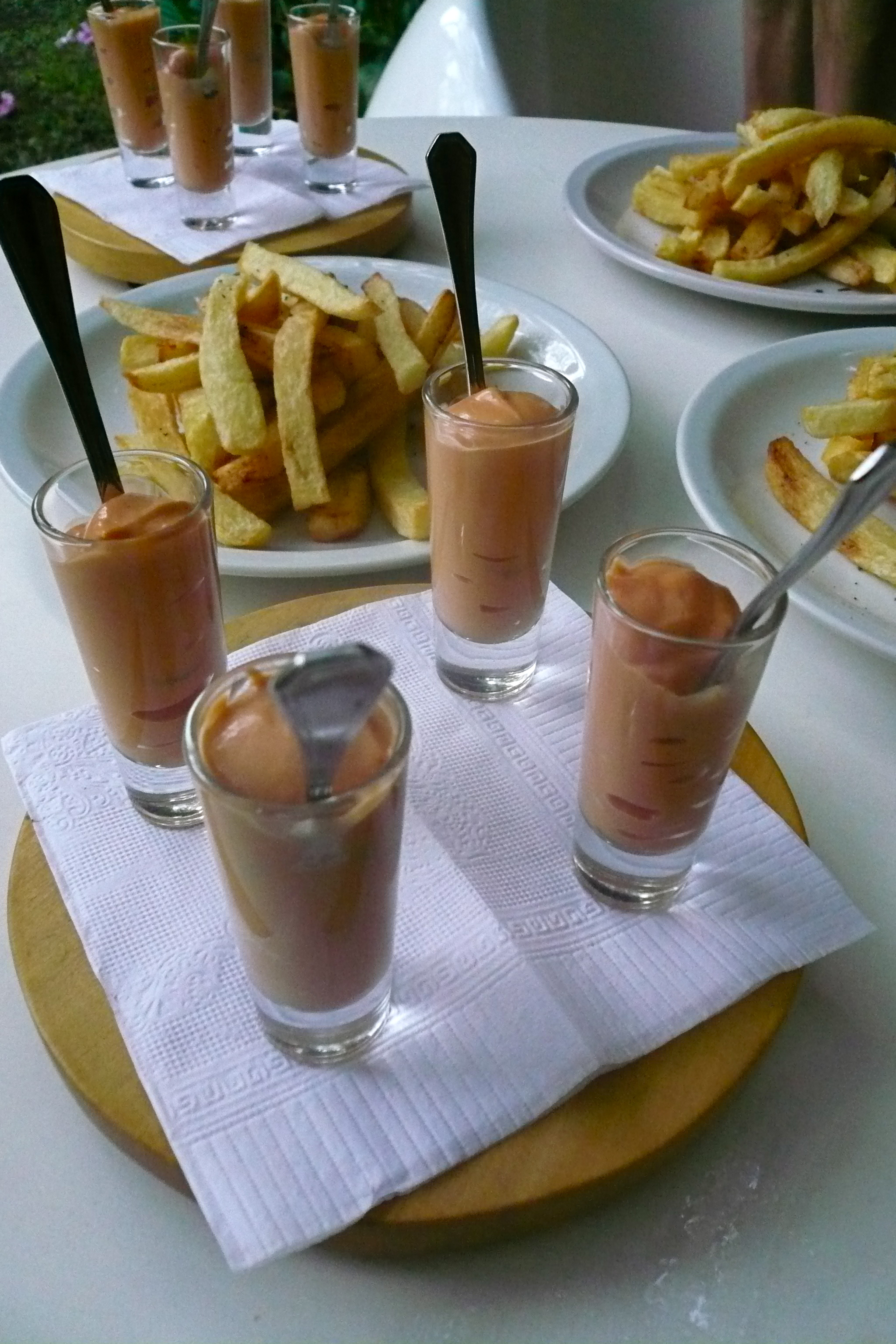
Соус гольф

## Сири
В Уругваї виробляють різні типи сиру (напівтверді, моцарелу, рокфор, рикоту тощо), серед місцевих традиційних сирів варто відзначити наступні:
- Режіаніто (ісп. reggianito) — це твердий сир з пастеризованого чи непастеризованого коров'ячого молока. Має сильний, солоний смак, структура зерниста, сир легко кришиться. Цей сир був створений італійським іммігрантом, що намагався відтворити пармезан. Часто використовується в стравах з макаронами.[21]
- Сир Колонія (ісп. queso Colonia) — це різновид напівтвердого сиру, виготовленого з коров'ячого молока, типовий для Уругваю. Своєю назвою він зобов'язаний департаменту Колонія, регіоні, куди приїхало багато іммігрантів зі Швейцарії в 19-тому столітті, які привезли з собою мистецтво сироваріння. Він дозріває протягом чотирьох-дванадцяти місяців. Однорідна текстура та м'який смак роблять ідеальним для салатів або як закуску для супроводу вина[2].

## Бутерброди

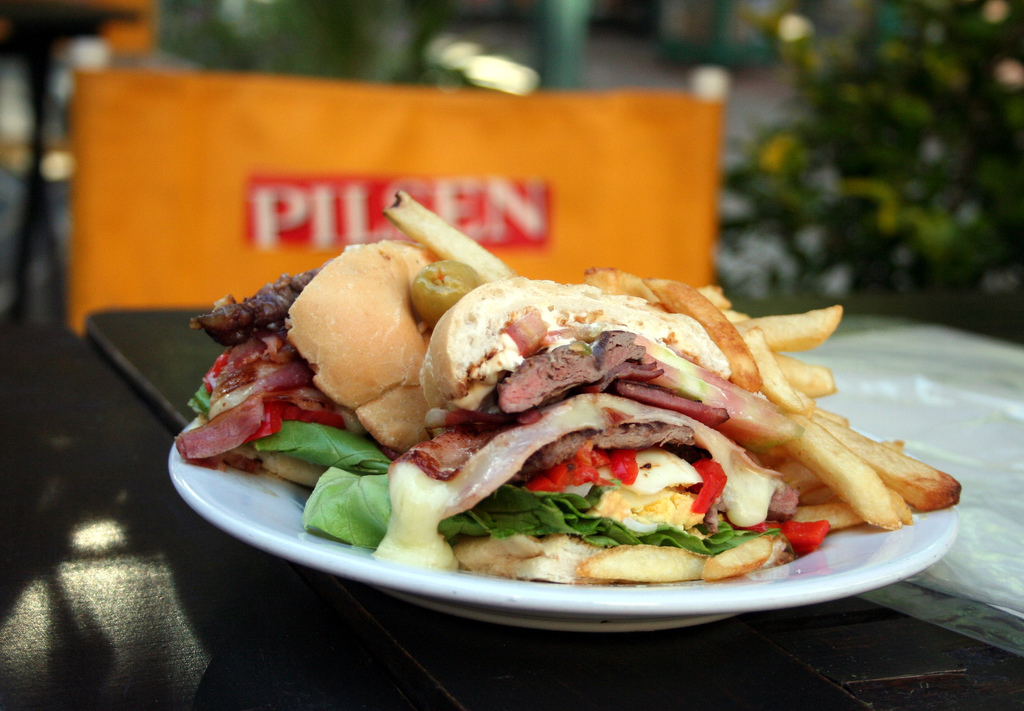
Чивіто.

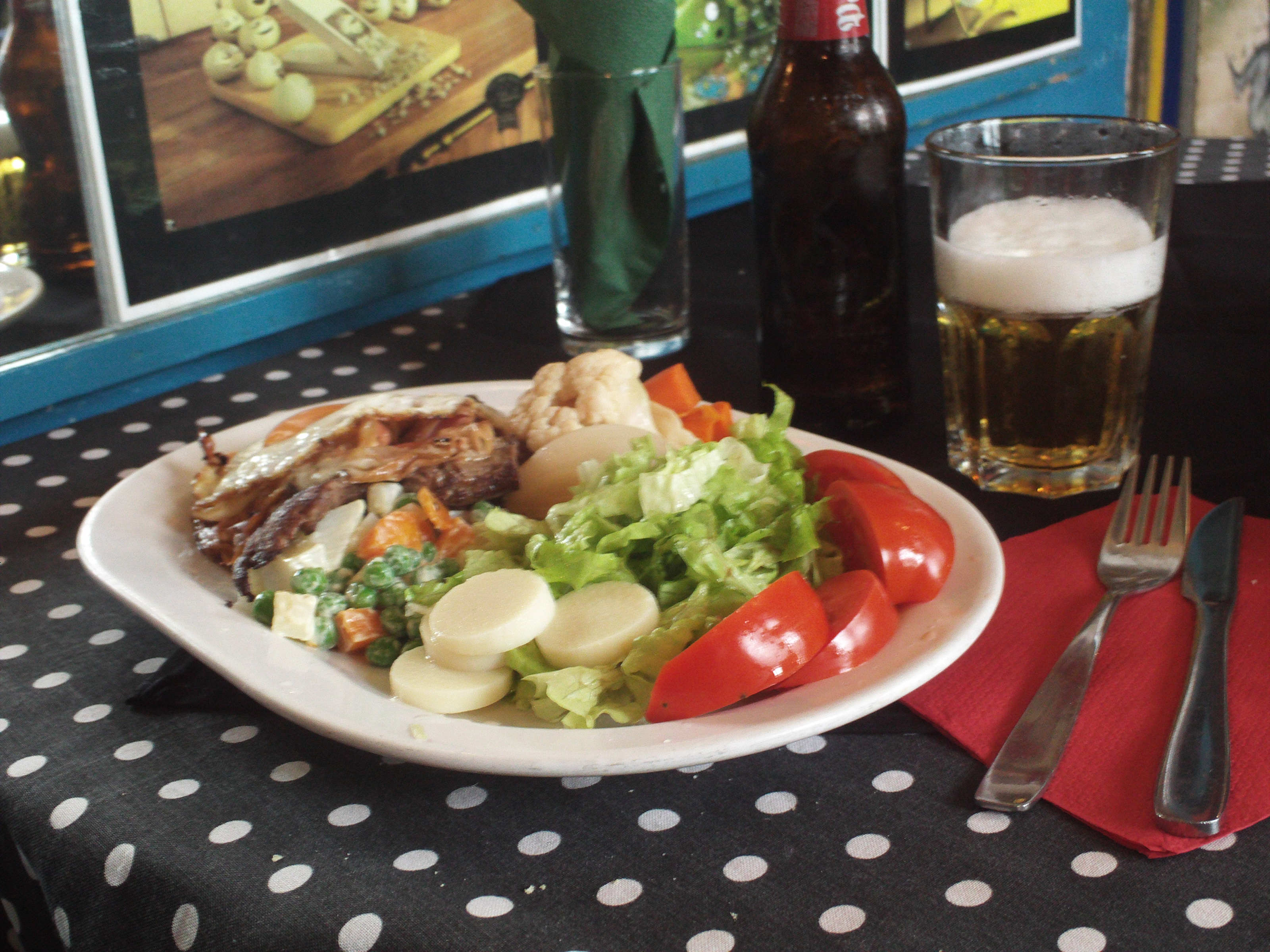
Чивіто на тарілці з російським та креольським салатом з серцевиною пальми.

В Уругваї розрізняють два види бутербродів. Якщо бутерброд приготований зі спеціального м'якушкового хлібу без скоринки (ісп. pan de sándwich) — це сандвіч (ісп. sándwich); інакше — це рефуерзо (ісп. refuerzo, «підкріплення»), наприклад — чоріпан (ісп. choripán) чи чивіто (ісп. chivito). Подібний поділ характерний і для Аргентини.
- Чивіто(ісп. chivito, буквально «козеня») — це популярний уругвайський бутерброд створений в 1944 році в Пунта-дель-Есте. Історія стверджує, що в ресторані El Mejillón клієнтка попросила бутерброд з козлятиною. Клієнтка, ймовірно, була з Кордови — гірського регіону Аргентини, де козлятина — поширений інгредієнт страв. Однак таке м'ясо було рідкістю в прибережному Уругваї. Не бажаючи розчаровувати клієнтку, шеф ресторану зробив бутерброд із яловичим стейком, шинкою, сиром, салатом і майонезом[23]. Існує канадійський чивіто (ісп. chivito canadiense), приготований з особливим «канадійським беконом». Чивіто можуть подавати на тарілці (ісп. chivito al plato), гарніруючи російським, креольським салатом або картоплею фрі. Страва може включати бекон, помідори, моцарелу, оливки, соління; може подаватися з жареним яйцем зверху; як гарнір можна використати соус гольф[24][9].
- Чоріпан (ісп. choripán або chorizo + pan (чоризо та хліб)) — це бутерброд, приготований з чоризо, розрізаним навпіл та приготованим на грилі; може доповнюватися майонезом, кетчупом, помідорами, салатом, цибулею тощо[25].
- Хесуїтас (ісп. jesuitas) — це запечений бутерброд з солодкого листкового тіста з сиром та шинкою, вкритий безе[26].
- Сандвіч олімпіко (ісп. sándwich Olímpico) — це дуже популярний в Уругваї сандвіч, приготований з трьох скибочок м'якушкового хлібу (ісп. pan de sándwich), наповнений шинкою, сиром, оливками, помідорами та салатом.
- Сандвіч каліанте (ісп. sándwich caliente, «гарячий сандвіч») — це варіант крок-месьє, підсмажений сандвіч з двох скибочок м'якушкового хлібу, шинки та сиру.

## Мінута
Мінута (ісп. minuta) — це тип страв кухні регіону Ріо де ла Плата, аналог фаст-фуду. Часто подається зі смаженими яйцями, крокетами, картоплею фрі, пюре та салатами.
- Чоріпан (ісп. choripán або chorizo + pan (чоризо та хліб)) — це бутерброд, приготований з чоризо, розрізаним навпіл та приготованим на грилі, майонезом, кетчупом, помідорами, салатом, цибулею тощо.
- Міланеса — кусень м'яса в паніровці. В барах та ресторанах Монтевідео м'ясо спочатку вмочують в яйце, потім в паніровку, а потім знову в яйце. Хоча зазвичай порядок панірування зворотній — панірування, яйце, панірування. Тип міланеси визначається способом сервірування. Подача зі смаженими яйцями — це ісп. a caballo, часто додається ще картопля фрі чи салат; ісп. a la napolitana — з помідорним соусом, шинкою, та моцарелою; а ісп. al pan — це, коли міланеса подається як бутерброд з булочкою (ісп. felipe pan), нарізаним помідором, салатом, майонезом, беконом, шикою, сиром та оливками; якщо розмір міланеси al pan великий, її розрізають на дві частини — це ісп. milanesa en dos panes; вдома або у вуличних закладах її можуть подавати в багеті, тоді це — це ісп. refuerzo de milanesa.
- Панчо (ісп. pancho) — уругвайський хот-дог, буває двох розмірів: ісп. corto (короткий) та ісп. largo (довгий). «Ла пасіва» (мережа фаст-фудів в Уругваї) спеціалізується на панчо. Панчо часто подають з гірчицею Ла пасіва. Популярними є панчо-кон-панчета (ісп. pancho con panceta, в якому сосиску попередньо загортають у шматочки бекону) та панчо-портеньо (ісп. pancho porteño, де сосиску загортають у нарізану моцарелу).
- Хунґара (ісп. hungara) — хот-дог подібний до панчо, але гостріший на смак, тонший і довший.
- Риба в клярі а-ля маринера (ісп. postas de pescado a la marinera) — це смажена риба в клярі, зазвичай подається з лимоном. Кляр готують з пива, борошна та солі. Страва поширена в регіонах, що зазнали португальського впливу.
- Крокети (ісп. croquetas) — готуються з картоплі чи рису, містять шинку та сир.
- Бауру (порт. bauru) — це бразильський бутерброд з розтопленим сиром (зазвичай, моцарела), яловичиною, помідорами та маринований огірками. Поширений біля кордону з Бразилією.
- Емпанада (ісп. empanada) — це тип випічки, що походить з Іспанії. До типових наповнень емпанада в Уругваї належать — м'ясо, курятина, шинка, кукурудза, сир, цибуля. Відомим є емпанада ґайеґа (ісп. empanada Gallega) з тунцем, цибулею та болгарським перцем; назва походить від іммігрантів з Галісії, що привезли цю страву[15][14]. Вони можуть бути не лише солоними (ісп. salada), а й солодкими (ісп. dulce) з родзинками чи дульсе-де-мембрійо (мармелад з айви). Відомою є креольська емпанада (ісп. empanada creole) з м'ясом, цибулею, вареними яйцями, петрушкою та меленим перцем.[2]
- Бунюелос (ісп. buñuelos) — смажені кульки з тіста різних типів. Можуть бути солодкими (з яблуками чи бананами) чи солоними.

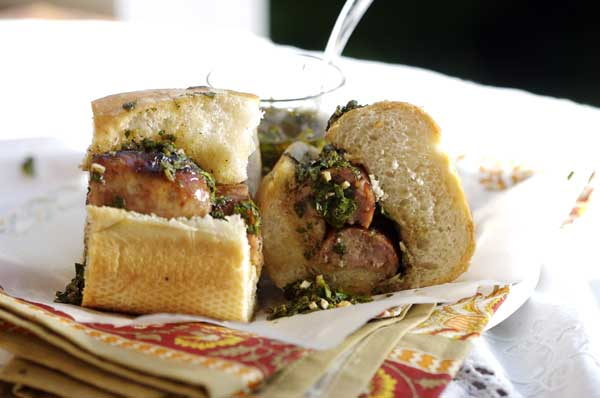
Чоріпан
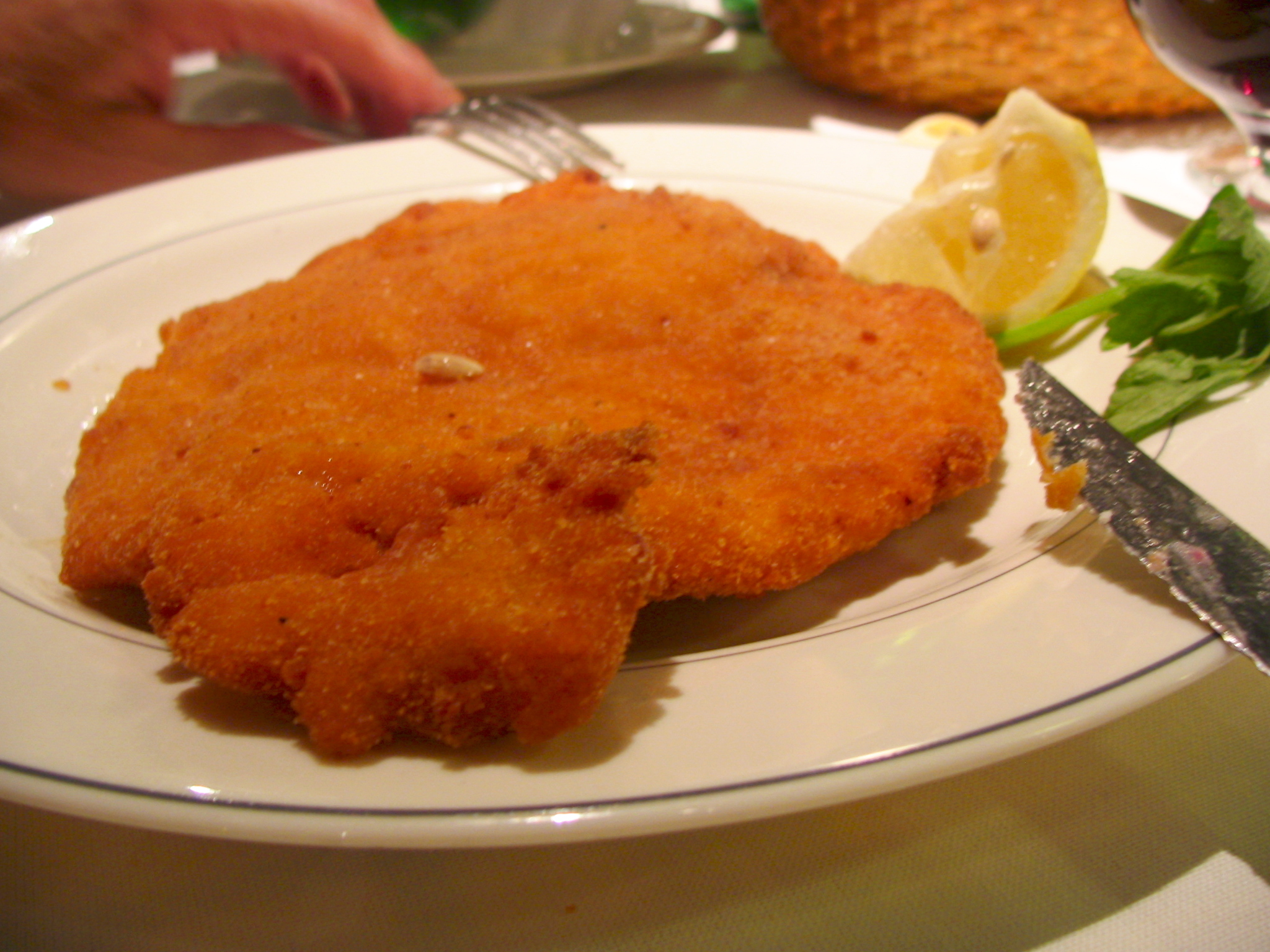
Міланеса
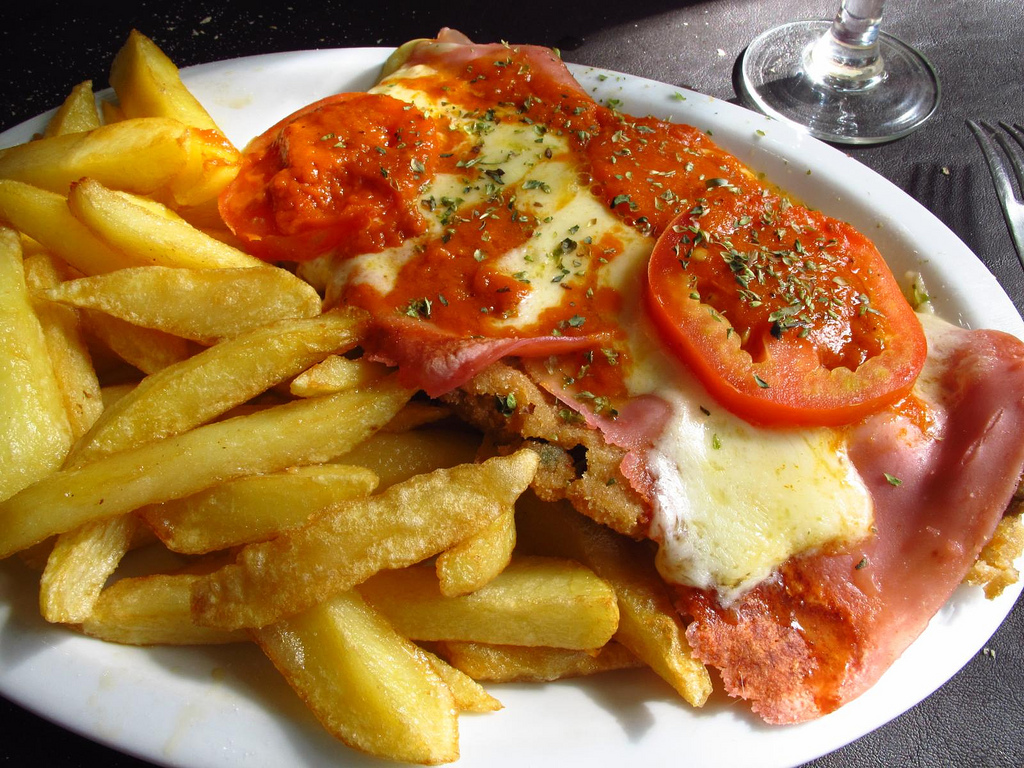
Міланеса а ля наполітана
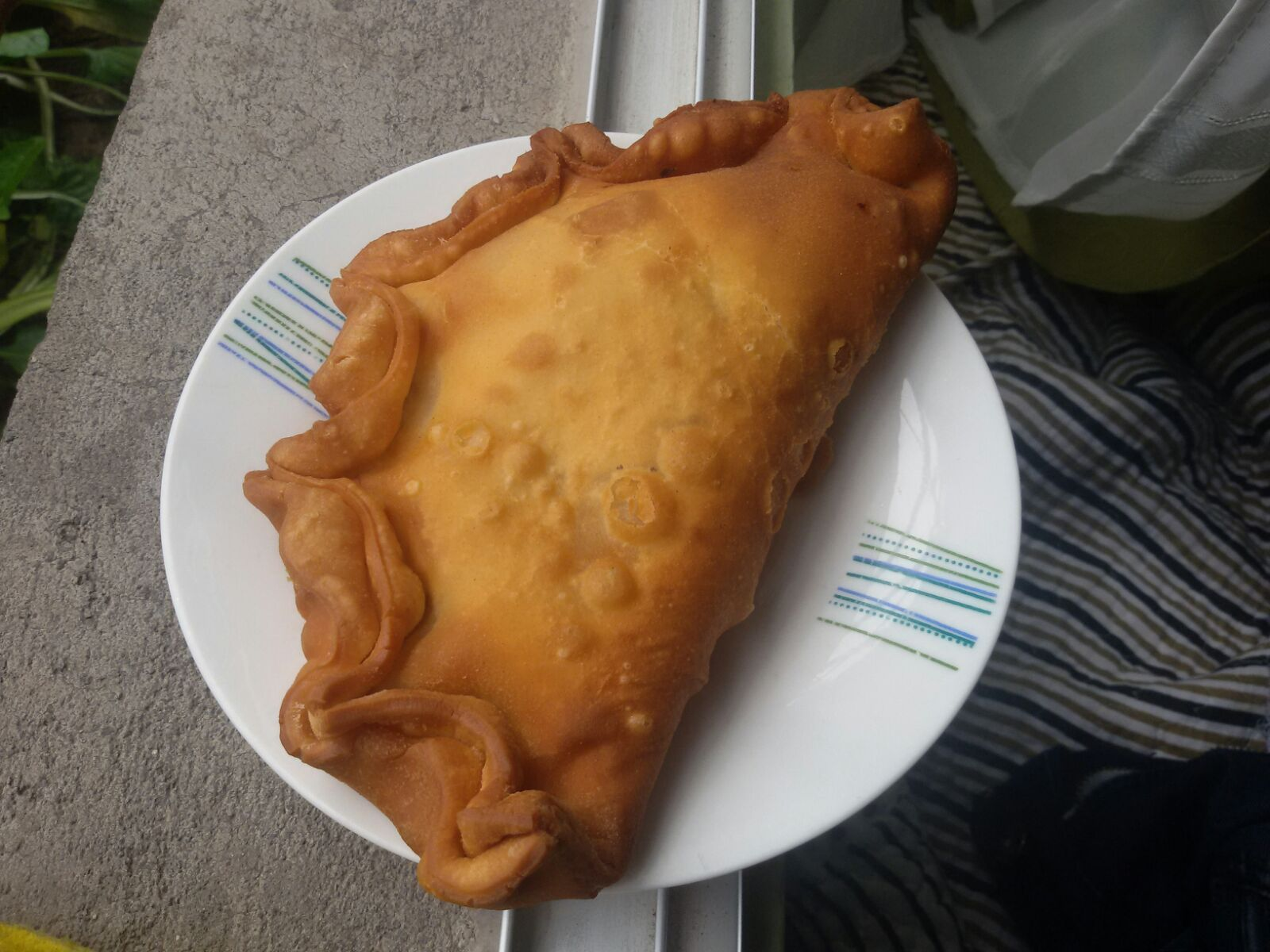
Емпанада

## Десерти
Десерти, як і решта уругвайської кухні, відображають вплив традицій, привезених іммігрантами. Багато з цих страв містять дульсе-де-лече та дульсе-де-мембрійо (мармелад з айви).
- Чаха (ісп. chajá) — це десерт, що складається з безе, бісквіту, крему та фруктів (часто з персиком, полуницею чи ананасом). Десерт був створений у 1927 році у місті Пайсанду[27][28].
- Плавучий острів — це десерт французького походження, що складається з безе, яке плаває у кремі сабайон.
- Масіні — це десерт італійського походження, що складається зі збитих вершків між двох тонких шарів бісквіту, зверху він вкритий карамелізованим сабайоном[3][29].
- Біскочо-борачо (ісп. bizcocho borracho) — десерт іспанського походження, бісквіт просякнутий сиропом з лікеру.
- Біскочо[en] (ісп. bizcocho) — випічка з листкового тіста (в той час як в Іспанії це бісквітна випічка). Споживається з мате, кавою, чаєм. Бувають різних форм і розмірів, солоні та солодкі. Вважається, що їх традиція була започаткована французькими або іспанськими пекарями, які іммігрували до Уругваю.[2]
- Ґарапіньядес (ісп. garrapinyades) — це популярне частування, виготовлене з арахісу, покритого какао, ваніллю та цукром, що нагадує цільно-горіхові праліне[15] Окрім арахісу, може бути зробленим з мигдалю та волоських горіхів.[30].
- Дамаскітос (ісп. damasquitos) — желейні абрикосові цукерки, делікатес із міста Мінас.[31].
- Ємас-акарамеладас (ісп. yemas acarameladas) — солодощі, приготовані з жовтків, ванілі та цукру, які формують у вигляді кульки і покривають карамелізованим цукром, часом також додають кокос та сухофрукти[32].
- Запайо-ен-алмібар (ісп. zapallo en almíbar) — це гарбуз у сиропі[33].
- Чурос (ісп. churros) — це солодка обсмажена випічка з заварного тіста, що походить з Іспанії. В Уругваї часто мають начинку з заварного крему чи дульсе-де-лече.
- Дульсе-де-лече (ісп. dulce de leche) — це десерт з карамелізованого молока. Часто вживається в якості інгредієнту в Уругвайських десертах[15]. День дульсе-де-лече святкується 11 жовтня з 1995 року[2].
- Дульсе-де-мембрійо (ісп. dulce de membrillo) — мармелад з айви[15].
- Англійський пудинг (ісп. budín inglés) — це пудинг з фруктами та горіхами, особливо популярний на Різдво та Новий Рік[34].
- Флан — це десерт з заварним кремом вкритим м'якою карамеллю чи дульсе-де-лече[15].
- Мартін Фієрро (ісп. Martín Fierro) — це простий десерт, що складається з шматочку сиру (в ідеалі — солоний і твердий сир манчего) вкритого айвовим мармеладом. Назва десерту походить від назви книги про гаучо «Мартін Фієрро» аргентинського автора Хосе Ерна́ндеса.[35][36] Подібною стравою в Латинській Америці є постре-віжіланте[es] (ісп. postre vigilante)[37].
- Рікардіто (ісп. ricardito) — це маленький десерт, що складається з печива чи вафлі з безе, і є вкритий шоколадом[3][15].
- Альфахор (ісп. alfajor) — це маленький десерт, що складається з двох пісочних печив наповнених дульсе-де-лече, покритий шоколадом[15].
- Торта альфахор / роґел (ісп. torta alfajor / rogel) — це торт, що формується з восьми листів тіста подібного до тіста в альфахор, що перемазується дульсе-де-лече, зверху торт увінчується піками безе. Популярний і в Аргентині[38][39].
- Пастафрола (ісп. pastafrola, чи італ. pasta frolla) — це відкритий тарт з начинкою з дульсе-де-мембрійо[15].
- Торта-фріта (ісп. torta frita) — це смажена випічка, присипана цукром. Типовим є отвір у центрі. Часто для смаження використовується коров'ячий жир. Часто подається з мате та джемом (наприклад, дульсе-де-мембрійо). Традиційно споживається дощовим полуднем протягом осені та зими[14][40].
- Пастелес (ісп. pasteles) — це різновид солодкої емпанади, виготовленої з листкового тіста, смаженої на жирі. Для пастелес використовується те ж тісто, що і для торта-фріта. Начинка зазвичай солодка — дульсе-де-лече, дульсе-де-мембрійо, і часто посипані цукром.
- Рисовий пудинг (ісп. arroz con Leche) — це страва іспанського походження. Уругвайська версія включає білий рис, молоко, жовтки, ваніль, корицю та цукор[2][14].
- Медіалуна (ісп. medialuna) — це аналоги круасанів. Можуть бути як солодкі, так і солоні. Медіалуна розрізана навпіл з сиром і шинкою всередині називається медіалуна-рейена, ісп. medialuna rellena[39].
- Масіта (ісп. masita перекладається як «маленький шматочок тіста») — маленькі тістечка. Існують різні типи масіта з різними наповненнями (фрукти, шоколад, дульсе-де-лече, безе, флан тощо)[39].
- Охіто-де-бой (ісп. ojito de Buey, буквально «воляче око») — це легке, пухке печиво з дульсе де мембрійо по центру. Печиво може бути білим, зі смаком ванілі або темним, зі смаком шоколаду.[39]
- Еспехіто (ісп. espejito) — це печиво подібне до охіто-де-бой, де до останнього додають ще одне печиво занурене в білий чи темний шоколад і з краплинкою дульсе-де-лече[39].

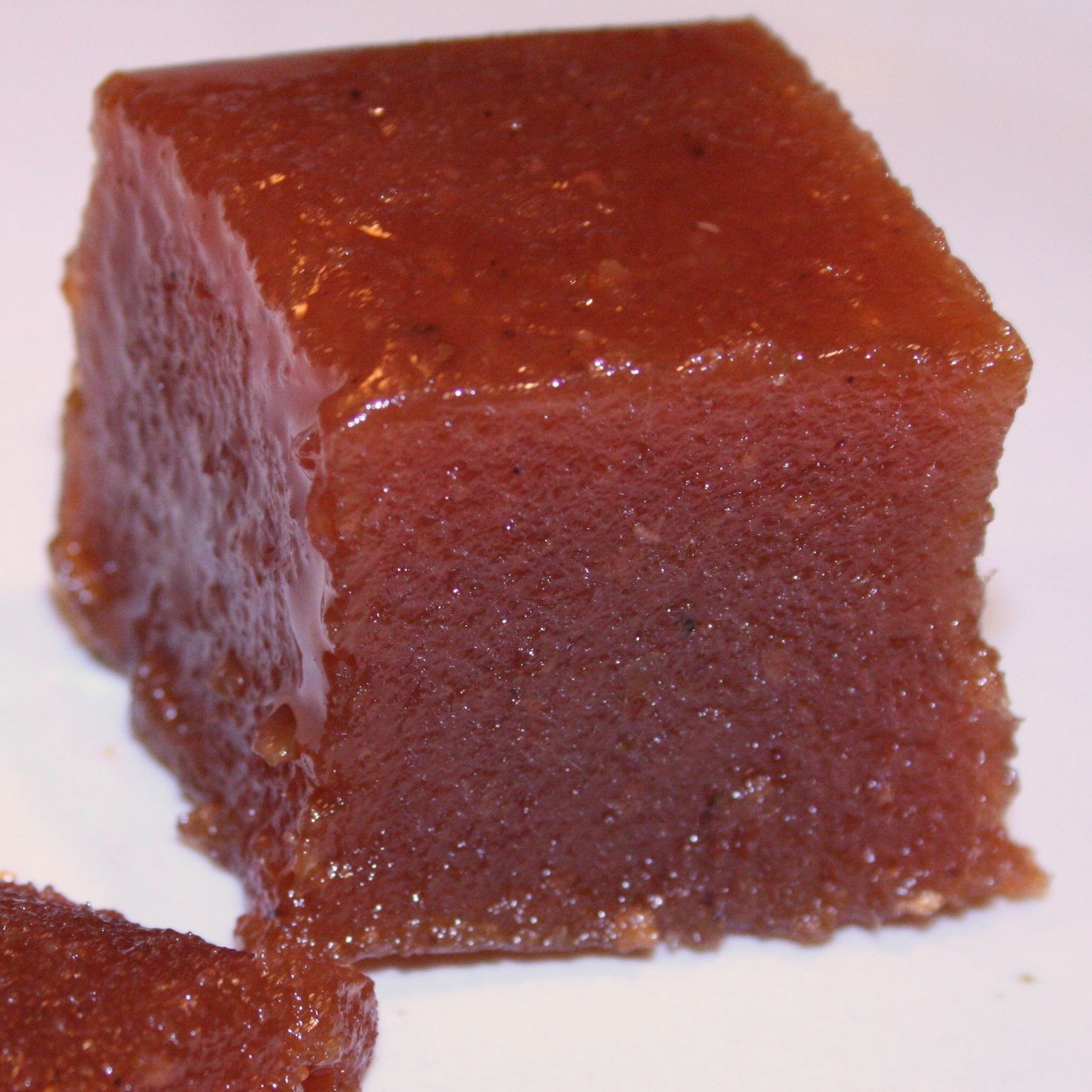
Дульсе-де-мембрійо
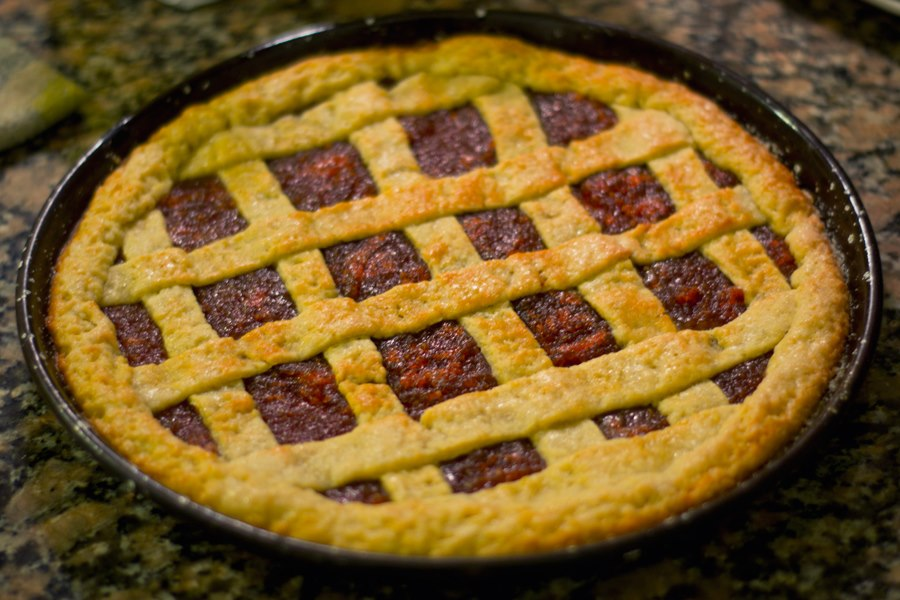
Пастафрола
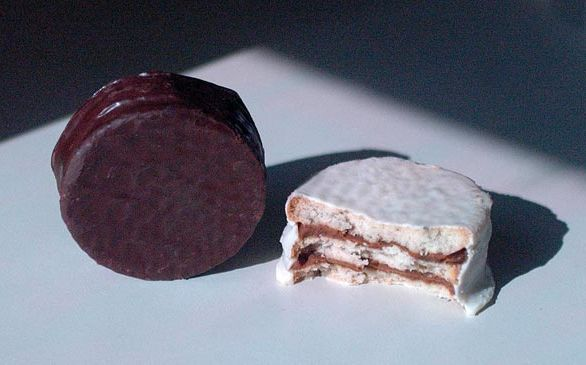
Два альфахори
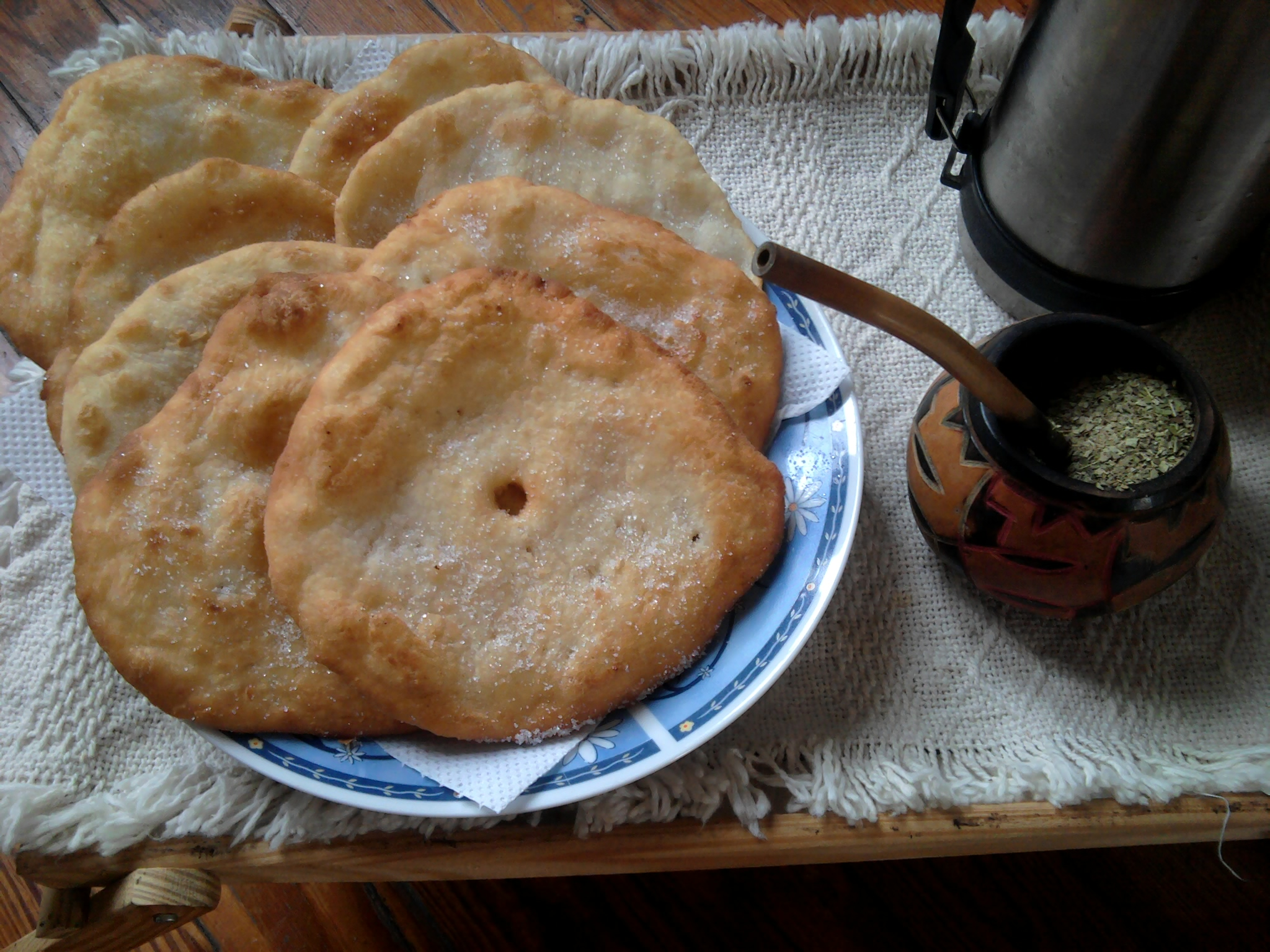
Торта-фріта

## Напої

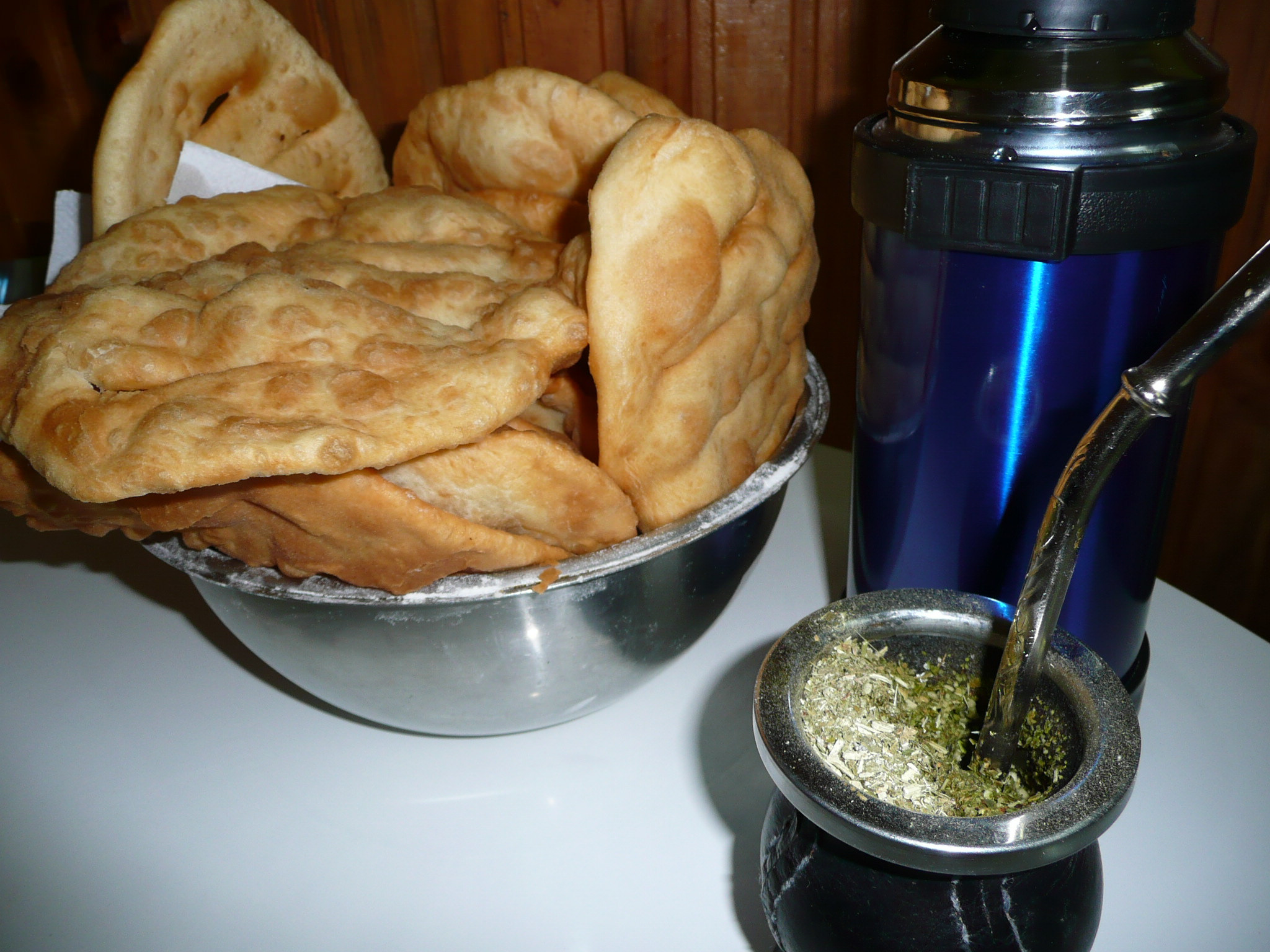
Типовий уругвайський мате з торта фріта

Типові уругвайські напої включають — мате, граппа, граппамієль, увіта, канья, еспініяр, клеріко та медіо і медіо.
- Ма́те — це тонізувальний напій приготований з листя рослини герба-мате (лат. Ilex paraguariensis), містить кофеїн[41]. Уругвай є найбільшим споживачем мате у світі[42]. Споживання мате в Уругваї сягає 10 кг/рік на людину[43]. Згідно з опитуваннями, 87 % уругвайців споживають мате на сніданок[44]. Герба-мате може споживатися також у формі чаю (ісп. mate cocido), бути приготованим з молока (ісп. mate de leche) чи додаванням молока (ісп. mate con leche). Мате часто споживається з торта-фріта чи біскочо.[45].
- Граппа — це міцний спиртний напій, виготовлений з виноградних вичавок, що походить з Італії. Напій був привезений до Уругваю італійськими іммігрантами. Часто споживається з лимоном та медом[46]. Про прихильність до споживання граппи з лимоном свідчить той факт, що «El Cuarteto de Nos[en]», уругвайська музична рок-група, випустила у 1996 році пісню ісп. Grapa con limón, що перекладається як «граппа з лимоном».[47] Варто відзначити, що з 1990-х років спостерігається зниження споживання граппи та подібних міцних напоїв (з 5,6 мільйона літрів у 1986 році до майже 1,7 мільйона у 2018 році). Більша перевага почала надаватися віскі (імпортного або ж місцевого виробництва), вермуту тощо[48]. Шляхом мацерації зернових дистилятів з медом отримують інший відомий напій — граппамієль[49].
- Увіта (ісп. uvita) — міцне (22 % алкоголю) вино подібне до марсали, виготовлене з винограду типу ґренаш. Існує у двох версіях — гіркій та солодкій[50][51].
- Канья (ісп. caña) — це міцний (40 % алкоголю) алкогольний напій жовто-золотистого кольору, дистильований із цукрової тростини чи меляси.[52][53] Його часто настоюють з травами, фруктами та використовують для приготування коктейлів.
- Еспініяр (ісп. espinillar) — уругвайський варіант рому. Його отримують дистиляцією сиропу з цукрової тростини та витримують у дубових бочках мінімум три роки. Він поставляється у двох варіантах — класичному (ісп. clásico) та дубовому (ісп. roble), останній витримується у дубових бочках десять років. Цей напій можна вживати окремо, або у коктейлях[54].
- Клеріко (ісп. clericó) — фруктовий алкогольний напій.
- Медіо-і-медіо (ісп. medio y medio — «половина і половина») — мішаний алкогольний напій, типовий для Монтевідео. Це суміш солодкого ігристого вина з іншим сухим білим вином. У барах може подаватися інша версія — суміш каньї з білим вермутом[55].